# Хронологія російського вторгнення в Україну (червень 2022)
Ця стаття є частиною Хронології російського вторгнення в Україну за 2022 рік.
Про події травня — див. Хронологія російського вторгнення в Україну (травень 2022)

## Загальна обстановка на 1 червня 2022 року
На Волинському та Поліському напрямках підрозділи Збройних сил Республіки Білорусь продовжують виконувати завдання з посилення охорони ділянки українсько-білоруського кордону в Брестській і Гомельській областях. Тривають заходи з перевірки бойової готовності визначених з'єднань та військових частин.
На Сіверському напрямку підрозділи противника проводять інженерне обладнання позицій у районах деяких населених пунктів Брянської області, на відстані близько 3 км від Державного кордону України.
Агресор завдав ракетного авіаційного удару із літаків Су-35 по Білопіллю Сумської області. Вогнем артилерії завдав ураження у районі населеного пункту Середина-Буда Сумської області.
На Слобожанському напрямку ворог основні зусилля продовжував зосереджувати на утриманні зайнятих позицій та веденні розвідки.
На Харківському напрямку ворог обстрілював зі ствольної та реактивної артилерії населеного пункту Олександрівка, Слатине і Циркуни. Завдав ударів вертольотами армійської авіації в районах н.п. Веселе та Тернова.
На Слов'янському напрямку противник здійснив перегрупування військ. Внаслідок втрат, у районі Довгенького відвів окремі підрозділи на відновлення до м.Ізюм. З метою посилення охорони та оборони логістичних маршрутів, посилив угруповання у м. Куп'янськ шляхом переміщення батальйонної тактичної групи. Вів розвідку позицій наших військ за допомоги БпЛА «Орлан-10» у районах населених пунктів Ізюм, Первомайський та Велика Комишуваха.
На Донецькому напрямку підрозділи агресора, за підтримки авіації, основні зусилля зосереджують на веденні наступальних дій. З метою завдання втрат та виснаження особового складу наших військ, противник здійснює вогневе ураження вздовж лінії зіткнення із мінометів, ствольної артилерії та реактивних систем залпового вогню. Провів ремонт залізничного мостового переходу в районі населеного пункту Куп'янськ для відновлення логістичного постачання залізничною гілкою Куп'янськ — Лиман.
На Лиманському напрямку ворог посилив підрозділи та перегрупував їх. За підтримки вертольотів Ка-52, веде наступ у напрямку Лиман — Старий Караван, бойові дії тривають.
На Сєвєродонецькому напрямку агресор вів штурмові дії у північних, південних та східних районах міста Сєвєродонецьк, окремими підрозділами досяг успіху, закріплюється у центрі міста.
На Бахмутському напрямку противник намагається витіснити підрозділи наших військ із займаних позицій у районах Білогорівки та Врубівки. Застосував штурмову та армійську авіацію у районах н.п. Комишуваха, Берестове і Ниркове.
На Запорізькому напрямку ворог проводив інженерні роботи з удосконалення фортифікацій другої лінії оборони. Передислокував у район н.п. Василівка до танкового батальйону Т-62 та до мотострілецького батальйону.
На Авдіївському, Курахівському та Новопавлівському напрямках противник утримує зайняті позиції, завдає вогневого ураження із мінометів та ствольної артилерії.
На Південнобузькому напрямку ворог основні зусилля зосереджує на утриманні зайнятих позиці та створенні додаткових рубежів оборони. У районах населених пунктів Миколаївка, Новопавлівське і Широке здійснив масовані обстріли із реактивних систем залпового вогню, ствольної артилерії та мінометів.
В акваторіях Чорного та Азовського морів кораблі чорноморського флоту Російської Федерації продовжують виконувати завдання з ізоляції району бойових дій та блокаду судноплавства.
Загальні втрати російських окупантів на 01.06.2022 (за даними Генштабу ЗСУ):
- Танки — 1361 (+3)
- ББМ — 3343 (+41)
- Гармати — 659 (+10)
- РСЗВ — 207
- Засоби ППО — 94 (+1)
- Літаки — 208
- Гелікоптери — 175 (+1)
- БПЛА — 519 (+4)
- Крилаті ракети — 120
- Кораблі (катери) — 13
- Автомобілі та автоцистерни — 2290 (+15)
- Спеціальна техніка — 49 (+1)
- Особовий склад — близько 30 700 осіб загиблих (+200), близько 500 полонених

## 1-10 червня
1 червня

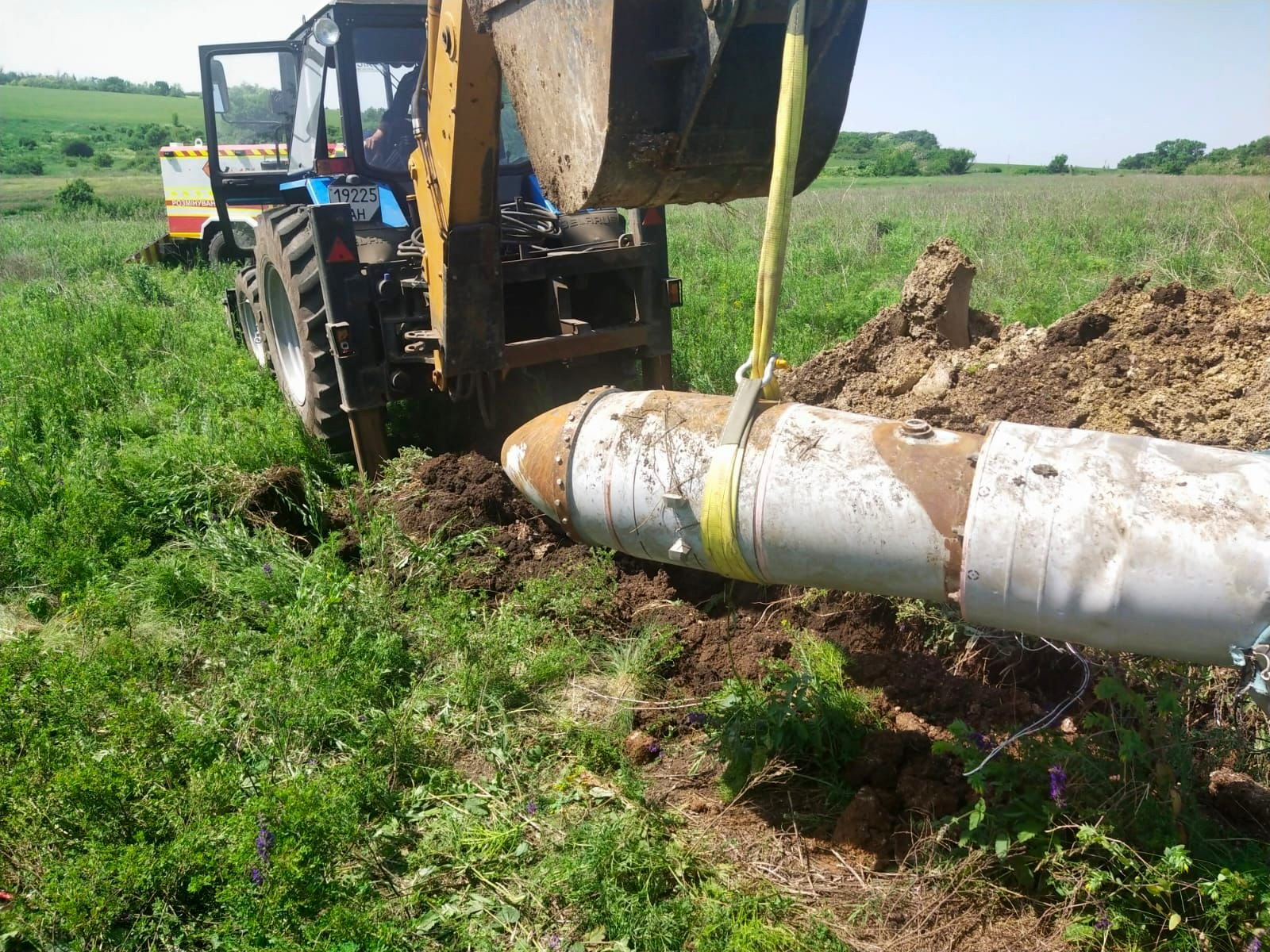
Знешкодження ракети в Донецькій області

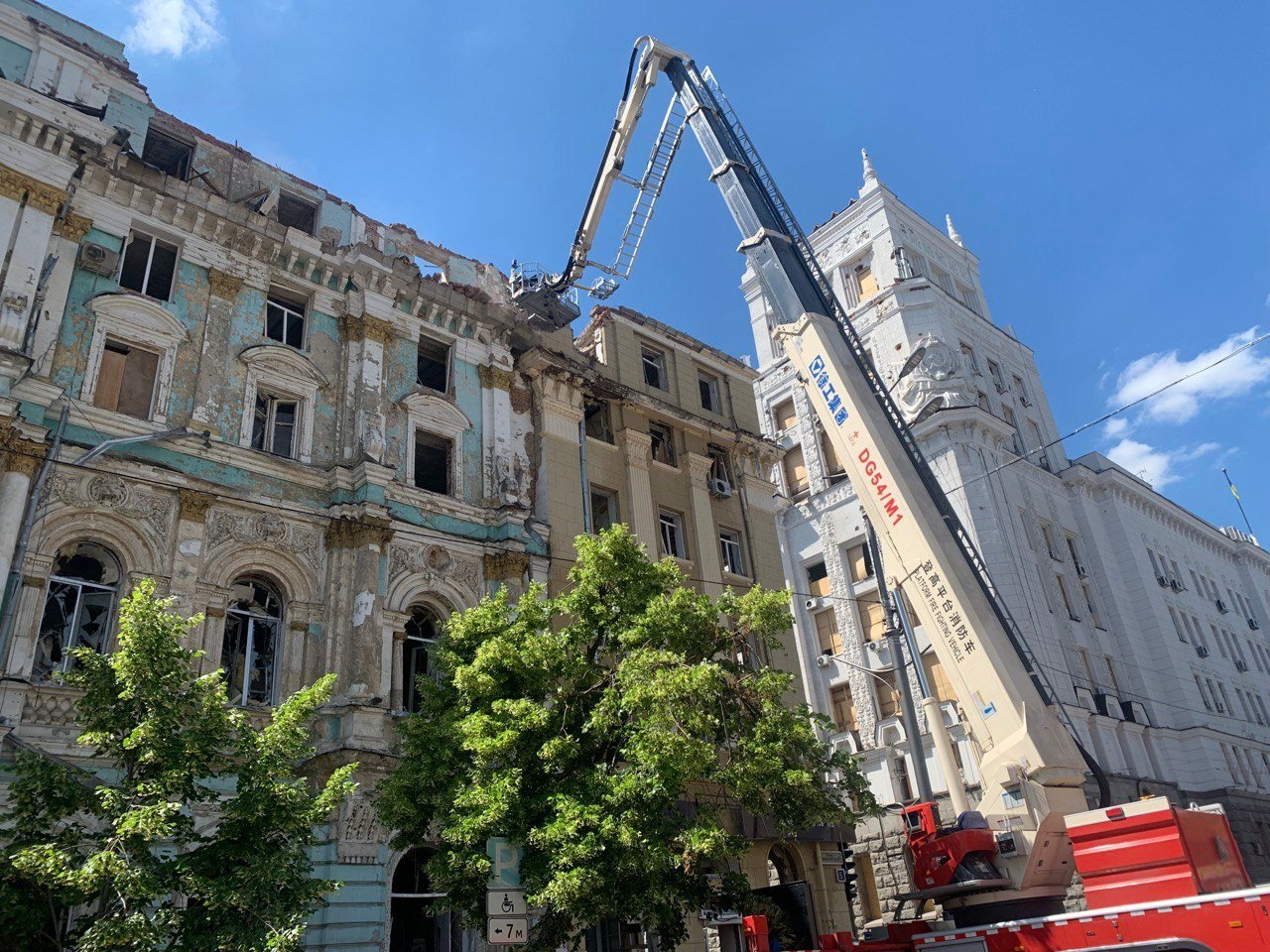
Розбирання пошкоджених обстрілами конструкцій у Харкові (Майдан Конституції)

Ворог далі просувається у Сєвєродонецьку, оволодів близько 70 % міста. За підтримки вогню мінометів проводив штурм у напрямку н.п. Боброве та Устинівка. На Лиманському напрямку ворог вів бойові дії у напрямку н.п. Райгородок. На Слов'янському напрямку ворог вів наступ у напрямку Довгенького та Дібрівного. На Бахмутському напрямку — штурм в населеному пункті Комишуваха, у напрямках населених пунктів Нагірне та Білогорівка.
Ракетний удар по залізничній інфраструктурі у Стрийському і Самбірському районах Львівщини, 5 постраждалих. Авіаудари на Донеччині (у районах Авдіївки, Нью-Йорка, Новоселівки, Щербаків, Роти, Покровського та Новоселівки).
Артилерійські обстріли вздовж лінії фронту на Донбасі, Сумщини (Білопілля, Стукалівка, Середина-Буда, Прогрес), Харківщини (Руські Тишки, Золочів та Дергачі.), на Слов'янському напрямку (Святогірськ та Рідне), на Південнобузькому напрямку (Миколаїв, Очаків, Снігурівка, Високопілля, Шевченкове, Трудолюбівка, Луч, Степова Долина, Широке і Золота Балка, Зеленодольська громада). Близько 22:00 окупанти обстріляли Зеленодольськ на Дніпропетровщині. з РСЗВ, загинула людина.
В зруйнованому драмтеатрі Маріуполя побував мер Санкт-Петербурга.
- Щодня гинуть від 60 до 100 українських військових, ще 500 отримають поранення, — повідомив Зеленський.[2]

Джо Байден підтвердив, що США передадуть Україні сучасні ракетні системи залпового вогню (РСЗВ). Газпром зупинив постачання газу в Данію.
2 червня

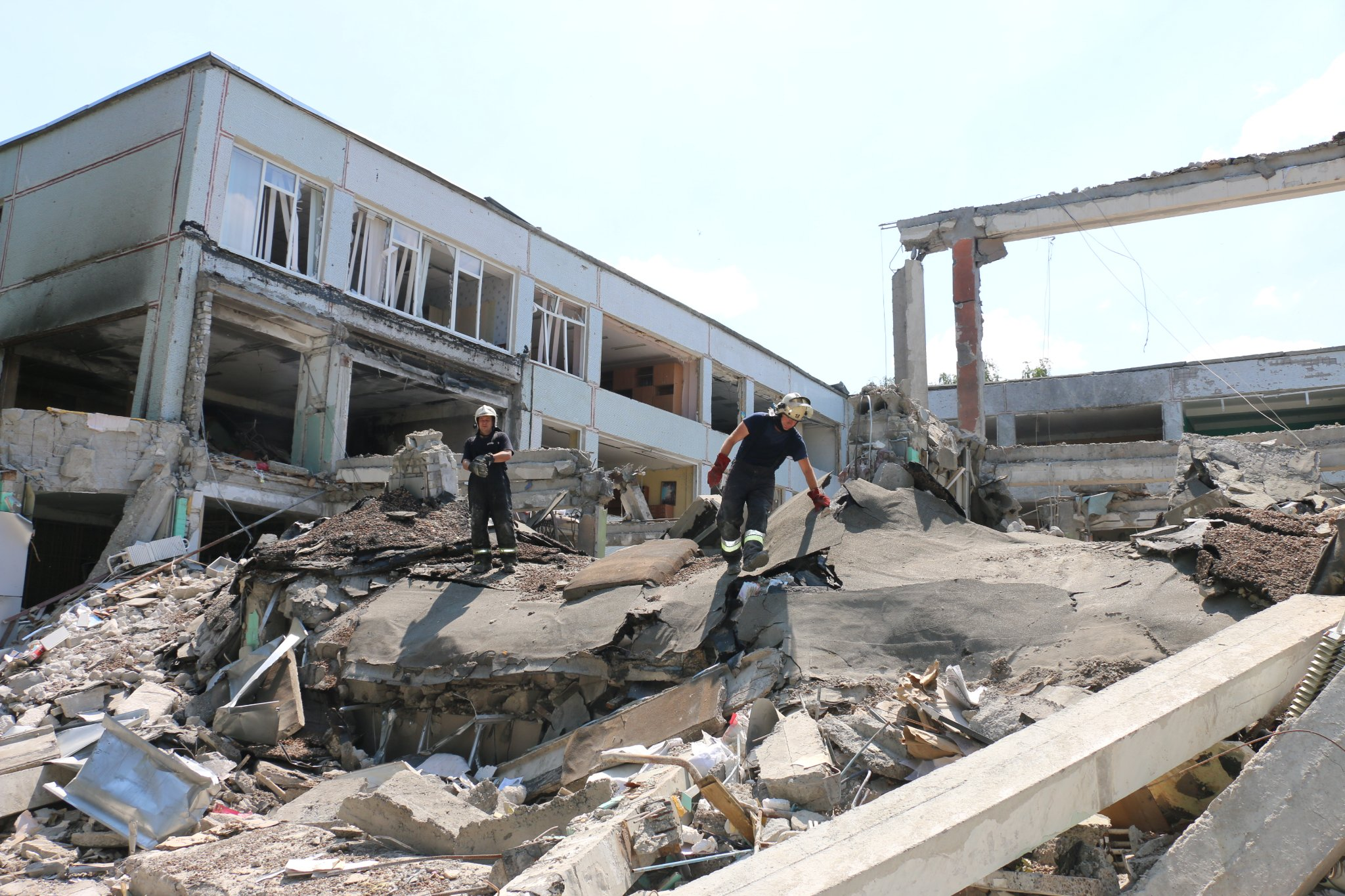
Школа № 17 Харкова після обстрілу 2 червня

На Слов'янському напрямку ворог проводив штурмові дії в районах населених пунктів Богородичне та Долина, на Лиманському — поблизу н.п. Студенка, на Сєвєродонецькому — в районі Метьолкіного та Білогорівки і в самому Сєвєродонецьку, на Бахмутському напрямку — поблизу Врубівки; на Курахівському, Новопавлівському напрямках — поблизу Красногорівки та Полтавки.
Вночі з артилерії гатили по Миколаєву, двоє загиблих.[джерело?]
Вранці окупант завдав удару по Білопіллю на Сумщині, постраждалих немає.
Окупанти проводять терор в зруйнованому Маріуполі: розстрілюють волонтерів, що відмовляються співпрацювати з ними, вивозять сталь з Азовсталі. В місті антисанітарія, розруха.[джерело?]
3 червня — 100-й день масштабного московського вторгнення в Україну
На Слов'янському напряму — атаки у напрямках на н.п. Богородичне і Вірнопілля, на Сєвєродонецькому — у напрямку н.п. Устинівка, Метьолкіне та Білогорівки і у самому Сєвєродонецьку; повідомляється про успішні контратаки ЗСУ в місті. Росіяни провели безуспішні штурмові дії в районі Врубівки (Бахмутський напрямок).
Окупанти взяли близько 85 % Сєвєродонецька. В Маріуполі окупанти «фільтрували» стічну воду, та роздавали її місцевим, для вживання вона непридатна. Щодня в Маріуполі через умови помирає до 800 осіб, в місті вже є випадки холери.[джерело?]
Ракетний удар по об'єкту в с. Мохнач на Харківщині.
Обстріли в районах населених пунктів Харків, Барвінкове, Циркуни, Глибоке, Руські Тишки, Старий Салтів, Балаклеї та Черкаські Тишки на Харківщині, На Слов'янському напрямку — населених пунктів Грушуваха, Тетянівка та Дібрівне, обстріли позицій ЗСУ на східній ділянці фронту.
4 червня

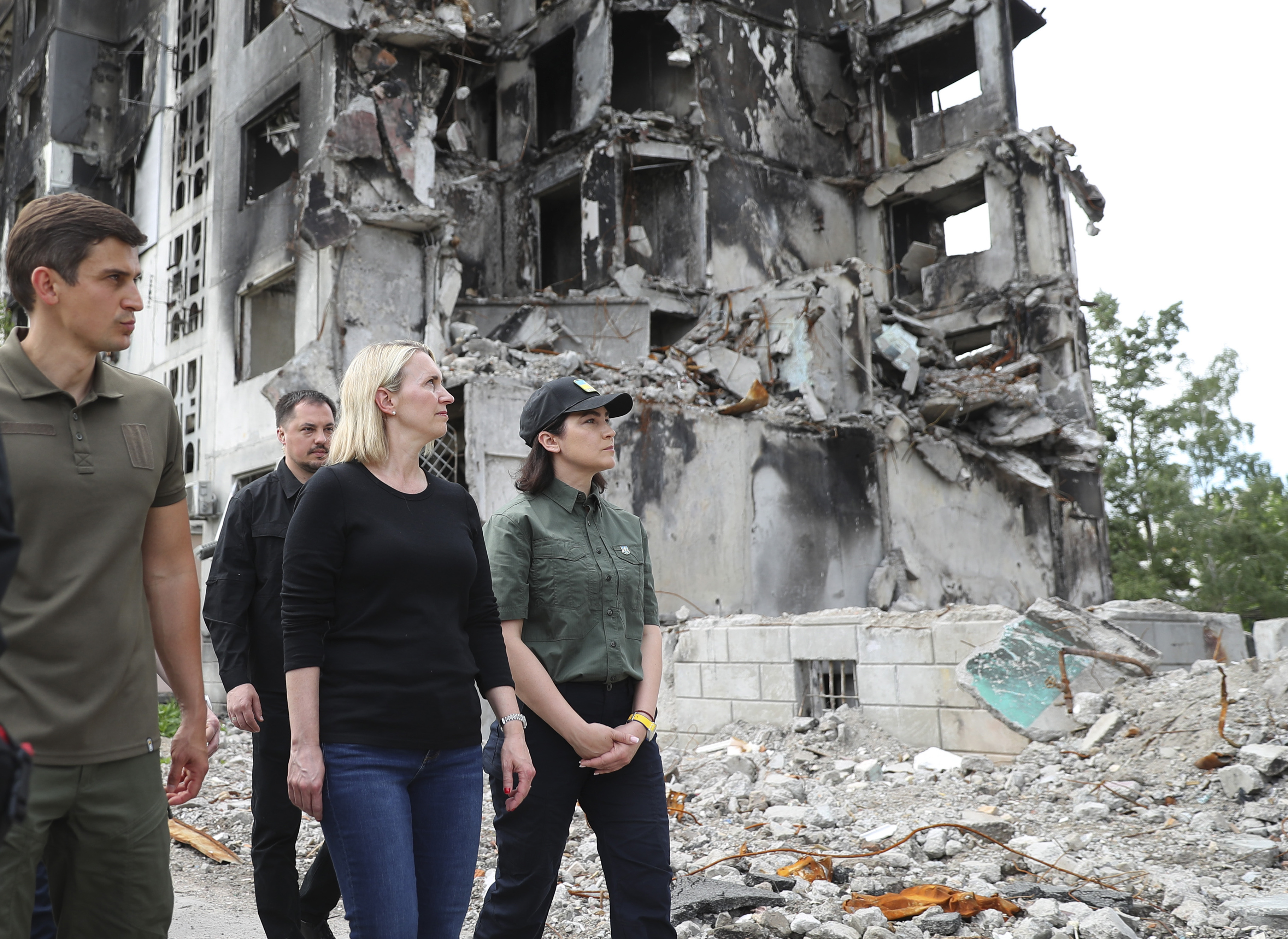
Візит посла США Бріджит Брінк у Бородянку

На Слов'янському напрямку противник наступає у напрямках Довгеньке — Долина та Бражківка — Вірнопілля.
На Лиманському напрямку ворог веде наступ у напрямку Святогірська, намагається витіснити ЗСУ на правий берег річки Сіверський Донець.
На Сєвєродонецькому напрямку окупанти ведуть штурмові дії у місті Сєвєродонецьк; намагаються вести наступ у напрямку Ниркове — Миколаївка.
Ракетний удар по Одещині. Авіаудар по Сумській області.
Обстріляно Миколаїв, Гірську громаду, Святогірську лавру, у Сумській області — районів н.п. Старикове та Катеринівка, у Чернігівській області — району н.п. Кам'янська Слобода, у Харківській області фосфорними боєприпасами — с. Черкаські Тишки.
Україна та РФ вперше провели обмін тілами загиблих військових за формулою «160 на 160», усі українські тіла були з Азовсталі, щонайменше 52 із цих тіл вважаються останками бійців полку Азов
5 червня
Основні бої — у Сєвєродонецьку. Повідомляється про звільнення Тошківки і Комишувахи.
На Лиманському напрямку противник відновив наступ в районі м. Святогірськ. Вів штурмові дії у напрямку н.п. Старий Караван і Щурове.
На Бахмутському напрямку окупанти вели штурмові дії в районах н.п. Білогорівка, Миколаївка, Комишуваха та Берестове.
Російські окупанти безуспішно намагались відновити втрачені позиції в районі н.п. Біла Криниця на Херсонщині.
Повідомлено про знищення під Попасною російського генерала Романа Кутузова — командувача т. зв. 1АК НМ ДНР.
Повітряні удари по Києву (Дарницький вагоноремонтний завод і залізниця), Краматорську, Слов'янську, Дружківці, Лисичанську, Оріховому, Коротичу (Харківська область), в Донецькій області — поблизу Новоселівки, Нью-Йорка, Мар'їнки та Кам'янського.
Обстріли в районі населених пунктів Грем'яч Чернігівської області; населених пунктів Циркуни, Руські та Черкаські Тишки, Старий Салтів, Базилівка, Кутузівка та Петрівське під Харковом і власне Харкова; Чепіль, Дібрівне, Вірнопілля, Довгеньке, Велика Комишуваха, Нова Дмитрівка та Курулька та Богородичне на Слов'янському напрямку, Сєверодонецьк, Лисичанськ, Метьолкіно, Борівське, Тошківка, Устинівка на Сєвєродонецькому напрямку, на Бахмутському напрямку — районів населених пунктів Комишуваха, Миколаївка, Білогорівка, Покровське, Золоте, Оріхове, Гірське, Врубівка, Клинове, Роти та Доломітне; на Авдіївському, Курахівському, Новопавлівському напрямках — в районах Новобахмутівки, Кам'янки, Авдіївки, Микільського, Золотої Ниви та Полтавки. на Південнобузькому напрямку — в районах населених пунктів Миколаїв, Прибузьке, Луч, Благодатне, Широке, Токареве, Таврійське, Нова Зоря, Степова Долина, Новомиколаївка та Кобзарці.
6 червня

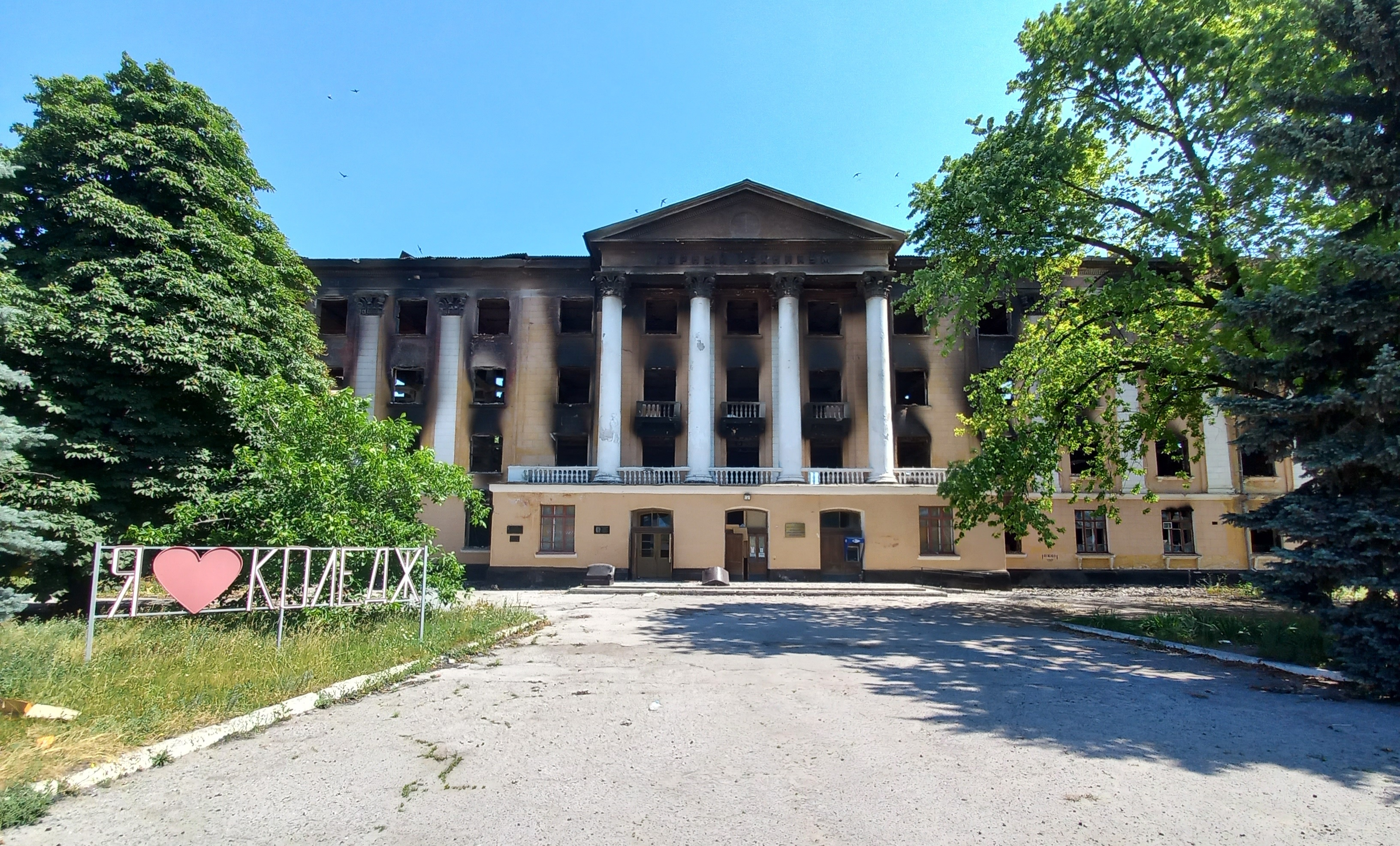
Лисичанський державний гірничо-індустріальний коледж після обстрілу 6 червня

Бої в Сєвєродонецьку; на районі Слов'янська — у напрямку н.п. Довгеньке і Долина; На Бахмутському напрямку ворог атакував у напрямках н.п. Нагірне, Берестове, Криничне, Роти; на Херсонщині — в напрямку Лозове — Біла Криниця.
Ракетний удар по Лозовій. Повітряний удар по Лисичанську, Миколаївці під Слов'янськом.
Обстріли Миколаєва; на Слов'янському напрямку — у районах н.п. Базалівка, Бражківка, Грушуваха.
Повідомляється, що у полоні перебувають понад 2,5 тисячі бійців з Азовсталі
7 червня
Штурмові дії противника на Слов'янському, Лиманському (Райгородок), Бахмутському (Нагірне, Комишуваха, Світлодарськ та Вуглегірська ТЕС) напрямках, бої в Сєвєродонецьку, у напрямку Устинівки, Тошківки.
Ракетні удари по Кураховому, по Миколаївській області.
Обстріли Харкова, прикордонних районів Сумщини (Сопич, Константинівка, Старі Вирки та Велика Писарівка), Чернігівщини (Сеньківка), с. Велика Костромка на Дніпропетровщині; на Слов'янському — Велика Комишуваха, Долина, Курулька, Грушуваха, Червона Поляна та Шнурки; на Сєвєродонецькому — Лисичанськ, Борівське та Метьолкіне; на Авдіївському-Запорізькому напрямках — Піски, Нью-Йорк, Любомирівка, Авдіївка, Новобахмутівка, Новоселівка, Вугледар, Оріхів, Комишуваха, Водяне, Первомайське, Мар'їнка, Опитне; на Бахмутському напрямку — в районах населених пунктів Покровське, Берестове, Золоте-4, Врубівка, Травневе, Яковлівка і Доломітне; авіаудари в районах населених пунктів Покровське, Відродження, Яковлівка, Нью-Йорк. На Південнобузькому — артилерійські обстріли по районах населених пунктів Миколаїв, Долина, Таврійське, Кульбакіно, Біла Криниця, Трудолюбівка, Благодатне, Луч та Тополине.
8 червня
На Слов'янському напрямку — штурмові дії ворога поблизу Богородичного та Довгенького. Бої в Сєвєродонецьку (ЗСУ контролюють близько 1/3 міста), в напрямку Тошківки і Катеринівки.
Російські війська починають відводити підрозділи з-під Василівки на Запорізькому напрямку, є 2 основні версії — відправка в тил серйозно пошкоджених військ, або перекидання на інший напрямок. Одночасно з'явилась інформація, що росіяни прагнуть посилити контроль над трасою Василівка-Оріхів-Гуляйполе
Авіаудари по Бахмуту (знищено школу), Краматорську, Тошківці, по районах населених пунктів Верхньокам'янка, Золоте, Берестове, Слов'янськ та Нью-Йорк Донецької області.
Обстріли Сумщини, Чернігівщині, на Харківському напрямку (райони населених пунктів Старий Салтів, Руські та Черкаські Тишки, Коробочкіне, Асіївка, Чепіль та Уди), на Слов'янському напрямку (райони н.п. Дібрівне, Комишуваха та Курулька), на Лиманському напрямку (н.п. Тетянівка, Пришиб та Серебрянка), на Сєвєродонецькому напрямку (в районах населених пунктів Сєвєродонецьк, Лисичанськ, Привілля, Устинівка, Гірське та Катеринівка), на Бахмутському напрямку (поблизу Комишувахи, Миколаївки, Берестового, Білогорівки, Семигір'я та Майорського), на Південнобузькому напрямку (в районах населених пунктів Любимівка, Добрянка, Біла Криниця, Широке, Березнегувате, Благодатне, Любомирівка і Таврійське)
Європарламент рекомендував надати Україні статусу кандидата на вступ до ЄС. За резолюцію проголосували 438 парламентарів, 65 — висловилися проти, ще 94 — утрималися.
9 червня
На Бахмутському напрямку окупанти намагались вести штурмові дії у напрямку н.п. Ниркове та Миколаївка, а також Нагірне і Берестове, веде наступ у напрямку Воздвиженка — Роти.
Повідомляється про знищення повітряним ударом ЗСУ бази ПВК «Вагнер»(«Ліга») і складу боєприпасів в окупованій Кадіївці
Ворожий ракетний удар по Новоград-Волинському.
Обстріли прикордоння на Сумщині (райони населених пунктів Середина-Буда, Рожковичі, Сеньківка та Сопич), на Лиманському напрямку (райони н.п. Григорівка та Серебрянка).
Щодня у боях Україна втрачає до сотні своїх бійців убитими та до 500 пораненими, повідомив міністр оборони Олексій Резніков. Радник глави Офісу президента Михайло Подоляк заявив, що втрати українських військових становлять від 100 до 200 осіб на день.
10 червня
На Слов'янському напрямку ворог веде штурмові дії на напрямку Пасіка — Богородичне, в якому намагається закріпитися.
На Сєвєродонецькому напрямку противник веде наступ у напрямку Новотошківське — Оріхове, закріплюється на північній околиці. Бої в Сєвєродонецьку.
Авіаудари неподалік Мар'їнки і Красногорівки, Новобахмутівки і Олександрополя на Донеччині.
Обстріли низки міст Донецької області, зокрема, Костянтинівки; прикордоння Чернігівської області; на Харківщині — в районах н.п. Харків, Кринична, Гусарівка, Байрак та Чепіль; на Слов'янському напрямку — райони населених пунктів Долина, Червона Поляна, Нова Дмитрівка, Грушуваха та Дібрівне; на Сєвєродонецькому напрямку — в районах населених пунктів Сєвєродонецьк, Лисичанськ, Устинівка, Тошківка, Золоте та Гірське; на Бахмутському напрямку — неподалік Нью-Йорка, Золотого, Врубівки, Комишувахи, Берестового і Луганського; на Авдіївському, Курахівському, Новопавлівському та Запорізькому напрямках — в районах населених пунктів Авдіївка, Тоненьке, Невельське, Мар'їнка, Оріхів, Опитне та Новобахмутівка; на Лиманському напрямку — неподалік Дронівки та Серебрянки. На Дніпропетровщині вночі військові РФ обстріляли три громади, що межують з Херсонщиною. Є руйнування. Поранено одну людину, осколкове поранення. На ранок — ракетний удар по Дніпровському району.

## 11-20 червня
11 червня
На Слов'янському напрямку ЗСУ відбито ворожий штурм в районах Бражківки, Долини та Вірнопілля; рашисти намагаються закріпитись в Богородичному. Бої в Сєвєродонецьку. Штурм у районі Тошківки. Ворожий штурм відбито у районі Метьолкіного.
На Бахмутському напрямку в районі Попасної, а також Берестового і Володимирівки ЗСУ зупинили наступ противника. Ворог наступав у районі Ниркового. У напрямку Миколаївки наступ противника захлинувся.
Повідомлено про звільнення с. Таврійське на Херсонщині.
Внаслідок вибухів, які пролунали вранці у військовій частині в місті Клинці Брянської області РФ, згоріли десятки військових машин, що були сюди доставлені з українського фронту.
Ракетний удар по Чорткову на Тернопільщині, 22 постраждалих.
Авіаудари в районі Тернової та Рубіжного на Харківщині, на Донеччині — поблизу Покровського, Мар'їнки.
Із застосуванням артилерії, мінометів, РСЗО обстріляно Миропільське Сумської області; на Харківщині — райони н.п. Харків, Уди, Прудянка, Циркуни і Верхній Салтів; на Лиманському напрямку — неподалік Серебрянки та Білогорівки; на Сєвєродонецькому напрямку — в районах Сєвєродонецька, Лисичанська, Метьолкіного, Устинівки та Тошківки; на Бахмутському напрямку — неподалік Миколаївки, Білогорівки, Гірського, Комишувахи та Новолуганського, на Південнобузькому напрямку — у районах Добрянки, Великої Костромки, Мурахівки і Прибузького, Зеленодільську і Широківську громади Дніпропетровщини.
12 червня
На Харківському напрямку противник вів штурмові дії у напрямку Тернова — Ізбицьке, закріпився на його північній околиці. на Слобожанському напрямку — штурм в напрямку населених пунктів Стариця — Рубіжне. На Слов'янському напрямку — штурм населених пунктів на напрямках Довгеньке — Мазанівка, Довгеньке — Долина та Богородичне.
Бої в Сєвєродонецьку, де ЗСУ відтиснені з середмістя; рашисти вночі зруйнували другий міст, що веде до міста. Важки бої у Гірській громаді.
На Бахмутському напрямку ЗСУ відбили штурмові дії у напрямках Вікторівка — Врубівка та Комишуваха — Врубівка, а також Оріхове — Золоте. Ворог відновив наступальні дії у районі населеного пункту Золоте. Закріплюється по рубежу Роти — Миронівка; штурмові дії ворога у напрямках Доломітне — Кодема, Доломітне — Новолуганське.
Авіаудар в районі Красногорівки.
Обстріли в районах населених пунктів Хрінівка Чернігівської області та Олександрівка Сумської області; на Слобожанському напрямку — райони населених пунктів Харків, Чорноглазівка, Зрубанка, Замулівка, Байрак, Гусарівка та Руські Тишки; на Лиманському напрямку — у районах н.п. Маяки та Серебрянка; на Сєвєродонецькому напрямку — у районах н.п. Лисичанськ, Сєвєродонецьк, Тошківка; удар по Вуглегірський ТЕС; на Південнобузькому напрямку — в районах н.п. Осокорівка, Трудолюбівка, Широке, Добрянка та Благодатне; Покровської і Зеленодільської громад на Дніпропетровщині.
Повідомляється, що у Сєвєродонецьку на хімічному заводі «Азот» переховуються близько 500 мешканців, з них 40 — діти.
13 червня
Бої у Сєвєродонецьку, окупанти зруйнували всі три мости, що ведуть до міста; під Слов'янськом — атаки в Богородичне; на Бахмутському напрямку ворог закріплюється у н.п. Відродження, продовжує штурмові дії у напрямках Відродження — Вершина, Тошківка — Устинівка, Оріхове — Золоте, Комишуваха — Врубівка, Василівка — Білогорівка, Ниркове — Миколаївка, Доломітне — Новолуганське. На Донецькому напрямку окупанти намагаються оточити підрозділи ЗСУ у районі населених пунктів Лисичанськ, Привілля, Сєверодонецьк, Борівське; атакують Метьолкіне.
Ракетний удар росіян по Прилуках.
Ворожі обстріли на Сіверському напрямку — райони н.п. Запсілля Сумської області та Гірськ і Грем'яч Чернігівської області; на Харківському напрямку — у районах н.п. П'ятницьке, Малинівка, Рубіжне, Руська Лозова, Байрак та Дементіївка; на Слов'янському напрямку — поблизу Дібрівного, Карнаухівки, Нової Дмитрівки та Вірнопілля; на Бахмутському напрямку — у районах н.п. Відродження, Новолуганське і Бахмут.
14 червня

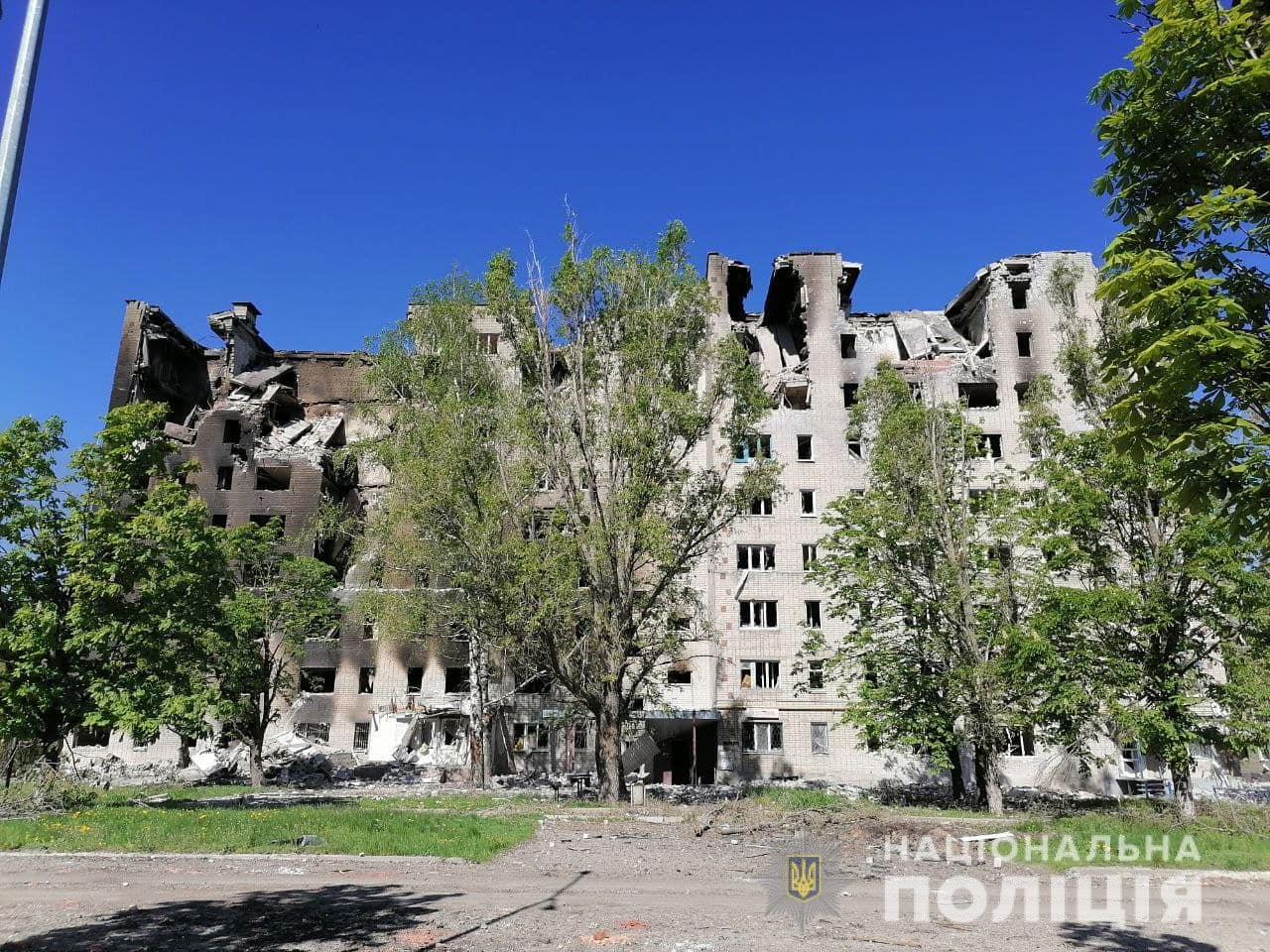
Зруйнований будинок у Луганській області, 14 червня

Бої в районі н.п. Рубіжне Харківської обл. Штурмові дії в районах н.п. Богородичне, Долина, Краснопілля на Слов'янському напрямку. Бої в Сєвєродонецьку та Тошківці. Атаки в районах Миколаївки, Золоте-3, Новолуганського, Берестового, Врубівки (Бахмутський напрямок). На Новопавлівському напрямку ЗСУ відбили наступ у районі н.п. Шевченко.
Авіаудар неподалік Мосьпанового (Харківщина), Гусарівки (на Слов'янському напрямку), Метьолкіного, Білої гори (Сєвєродонецький напрямок), Білогорівки, Устинівки (Бахмутський напрямок), Камянського, Срібне та Малі Щербаки (Донеччина), Князівки (Херсонщина). Спроба повітряного удару по заходу України, відбита ППО.
Обстріли на Сіверському напрямку — в районах н.п. Сопич, Баранівка, Уланове та Бачівськ Сумської області; на Харківському напрямку — в районах н.п. Перемога, Руська Лозова, Стара Гнилиця, Байрак, Верхній Салтів, Дементіївка, Мосьпанове, Базалівка та Замулівка; на Слов'янському напрямку — районів н.п. Шевелівка, Вірнопілля, Грушуваха, Нова Павлівка, Тетянівка, Чепіль, Долина, Дібрівне та Богородичне; на Донецькому напрямку — населені пункти н.п. Устинівка, Тошківка, Нью-Йорк, Новомихайлівка, Антонівка та Кам'янські Дачі; на Лиманському напрямку — неподалік Сіверська, Сидорового, Маяків та Закітного; на Сєвєродонецькому напрямку — в районах н.п. Сєвєродонецьк, Лисичанськ, Тошківка, Устинівка, Борівське, Метьолкіно; на Бахмутському напрямку — в районах Миколаївки, Берестового, Врубівки, Нью-Йорка, Спірного, Яковлівки, Покровського, Клинового та Новолуганська. На Авдіївському, Курахівському та Запорізькому напрямках — в районах н.п. Піски, Авдіївка, Іль'їнка, Мар'їнка, Антонівка, Червоне, Гуляйполе та Новосілка; на Південнобузькому напрямку — н.п. Трудолюбівка, Токареве, Баштанка, Квітневе, Луч, Таврійське, Олександрівка, Тополине, Лепетиха, Березнегувате, Кобзарці, Шевченкове, Посад-Покровське та Лупареве, Апостолівської і Покровської громад на Дніпропетровщині.
Обмін тілами загиблих військовослужбовців ЗСУ і РФ у форматі 64х64 відбувся на Запоріжжі.
15 червня
На Слов'янському напрямку агресор вів штурмові дії на напрямку Довгеньке — Краснопілля і в районі населеного пункту Долина. Тривали бойові дії у Сєвєродонецьку і Тошківці. На Бахмутському напрямку противник намагався наступати на напрямках Василівка — Яковлівка та Василівка — Берестове.
Обстріляно Чкаловську громаду на Харківщині, Лепетиху та Березнегувате на Миколаївщині, Шалигінську громаду на Сумщині, Апостолового (загинуло 4 особи), Новомосковського району; позиції ЗСУ у районах н.п. Леонівка та Бачівськ Чернігівської та Сумської областей; на Харківському напрямку — в районах н.п. Базаліївка, Уди та Верхній Салтів; на Слов'янському напрямку — неподалік Пришиба, Долини, Карнаухівки та Вірнопілля; на Лиманському напрямку — в районі Пискунівки; на Сєверодонецькому напрямку — в районах н.п. Білогорівка, Лисичанськ, Сєверодонецьк; на Бахмутському напрямку — в районах н.п. Веселе, Соледар, Берестове та Вовчоярівка; на Авдіївському, Новопавлівському та Запорізькому напрямках — в районах н.п. Новобахмутівка, Водяне, Первомайське, Микільське, Антонівка, Гуляйполе, Новопіль та Оріхів.
Заступник Міністра оборони України В.Карпенко в інтерв'ю повідомив орієнтовні втрати техніки ЗСУ: близько 1300 БМП, 400 танків, 700 артилерійських систем, що становить 30-50 % від наявної на 24.02.22 техніки.
У Брюсселі відбулася зустріч начальників штабів та міністрів оборони 45 країн світу («Рамштайн-3»), де обговорили і погодили додаткову військову допомогу Україні.
Президент США Джо Байден оголосив про виділення Україні чергового пакету військової допомоги на 1 мільярд доларів у вигляді озброєнь.
16 червня
Ворожі атаки в напрямку н.п. Долина, Краснопілля, Богородичне (Слов'янський напрямок), Берестового, Золотого, Василівки (Бахмутський напрям), Кочубіївка (Харківщина), в Сєвєродонецьку.

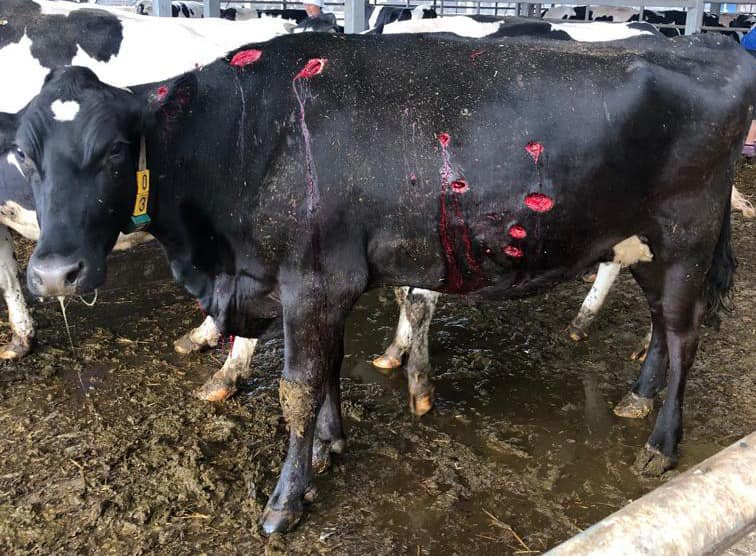
Результати обстрілу ферми в Сумській області

Авіаудари по району Глухіва (Сумщина), Лоскутівці, Лисичанську (3 загиблих), Устинівці (район Сєвєродонецька), Яковлівці (Бахмутський напрям), Нью-Йорка, Авдіївки та Побєди (Авдіївський напрямок)
Ворогом обстріляно на Сіверському напрямку — райони н.п. Леонівка Чернігівської області та Уланове, Сопич і Баранівка Сумської області; на Харківському напрямку — райони н.п. Золочів, Уди, Байрак, Перемога, Рубіжне, Верхній Салтів, Печеніги та Леб'яже; на Слов'янському напрямку — райони Мазанівки, Долини, Вірнопілля, Краснопілля та Дібровного; на Лиманському напрямку — район Стародубівки; на Сєвєродонецькому напрямку — райони н.п. Сєверодонецьк, Лисичанськ, Устинівка, Лоскутівка, Метьолкіне та Борівське; на Бахмутському напрямку — райони н.п. Нью-Йорк, Зайцеве, Покровське, Нова Кам'янка, Яковлівка, Берестове, Миколаївка та Новоіванівка; на Авдіївському, Курахівському, Новопавлівському та Запорізькому напрямках — райони н.п. Мар'їнка, Новомихайлівка, Залізничне, Гуляйполе та Чарівне; на Південнобузькому напрямку — райони н.п. Осокорівка, Добрянка, Тополине, Князівка, Мурахівка, Червона Долина, Зоря, Котляреве, Новомиколаївка, Степова Долина, Таврійське, Лимани, Олександрівка, Кульбакіно, Миколаївка, Новопавлівське, Шевченкове, Партизанське, Квітневе, Новогригорівка, Киселівка, Лупареве та Посад-Покровське.
Лідери Франції, Італії та Німеччини — Еммануель Макрон, Маріо Драгі та Олаф Шольц — прибули в Київ потягом. Також вони відвідали зруйнований росією Ірпінь.
17 червня

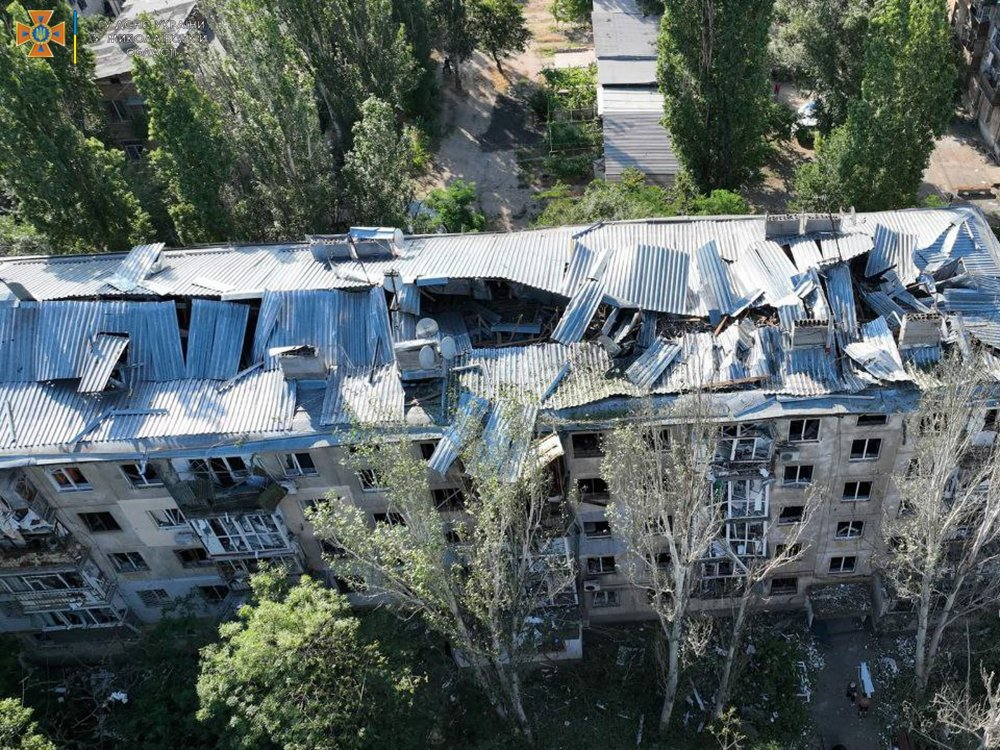
Миколаїв після обстрілу 17 червня

ВМС ЗСУ вразили буксир російських окупантів «Василій Бех» із ЗРК «Тор» на борту, який віз окупантів і зброю на о. Зміїний.
Росіяни вимушені були залишити с. Дмитрівка Ізюмського району. Бої за Сєвєродонецьк, в районах Сиротиного та Метьолкіного ЗСУ відбили штурм. Ворожі атаки в районах Гірського, Берестового та Кодеми, неподалік Ниркового. Боєзіткнення в районах Дементіївки, Рубіжного, Кочубіївки та П'ятихаток на Харківщині, поблизу Краснопілля на Слов'янському напрямку.
Ракетний удар по Миколаєву.
Авіаудари на Донбасі по Нью-Йорку, Авдіївці та Побєді; неподалік Сиротиного та Борівського.
Ворогом обстріляно на Сіверському напрямку інфраструктуру поблизу Мезенівки та Глухова; на Харківському напрямку — в районах н.п. Циркуни, Верхній Салтів, Піщане, Руська Лозова, Криничне, Козача Лопань, Петрівка, Коробочкіне та Пришиб; на Слов'янському напрямку — в районах н.п. Дібрівне, Пашкове, Грушуваха, Курулька, Велика Комишуваха, Долина, Краснопілля, Адамівка; на Бахмутському напрямку — в районах н.п. Миколаївка, Білогорівка, Покровське, Зайцеве, Степне, Золоте, Спірне, Берестове, Соледар, Клинове, Троїцьке.; на Лиманському напрямку — райони Сидорового та Маяків; на Сєвєродонецькому напрямку — райони Лисичанська, Метьолкіного, Устинівки та Вороновогона; на Авдіївському, Курахівському, Новопавлівському та Запорізькому напрямках — в районах н.п. Новоселівка, Красногорівка, Зелене Поле, Кам'янка, Авдіївка, Опитне, Володимирівка, Новосілка, Щербаки. та Кам'янське; на Південнобузькому напрямку — в районах н.п. Тополине, Князівка, Лупареве, Посад-Покровське, Широке, Благодатне, Шевченкове, Прибузьке та Новогригорівка.
Управління Верховного комісара ООН з прав людини зафіксувало 4509 випадків загибелі та 5585 випадків поранень цивільного населення України після повномасштабного російського вторгнення.
Згідно із запланованим рішенням Кабінету Міністрів, Україна запровадить візовий режим в'їзду для громадян РФ із 1 липня 2022 року.
Єврокомісія рекомендувала надати Україні статус кандидата на членство в Європейському Союзі.
Прем'єр Великої Британії Борис Джонсон вдруге неанонсовано прибув до Києва.
18 червня
Бої в Сєвєродонецьку і Метьолкіному (де ворог закріплюється), в районі Сиротиного. Боєзіткнення під Краснопіллям на північ від Слов'янська, біля Рубіжного на Харківщині, в районі Тошківки на Луганщині, в напрямках Ниркове — Миколаївка, Врубівка — Миколаївка. Ворог веде штурмові дії у напрямку Оріхове — Гірське, Оріхове — Золоте та Первомайськ — Золоте на Луганщині.
ЗСУ обстріляли склади з боєприпасами у Донецьку.
Ракетні удари по Кременчуку (НПЗ і ТЕЦ), Кривому Рогу, Новомосковському району (Губиніха (?), міні-НПЗ, пожежу гасили 4 доби), Миколаєву, Апостолівській громаді, Маякам під Лиманом, в районі Верхньокам'янки на Сєвєродонецькому напрямку, поблизу Зайцевого та Нью-Йорка на Донеччині, Миролюбівка та Гродівка.
Авіаудари в районі Берестового на Бахмутському напрямку, по н.п. Тимофіївка та Цапівка на Харківщині, неподалік Пришибу на Лиманському напрямку, біля Білої Гори, Мирної Долини на Сєвєродонецькому напрямку
Обстріли на Харківському напрямку — в районах н.п. Дементіївка, Печеніги, Коробочкіне, Байрак, Верхній Салтів, Харків, Капітолівка та Циркуни; на Слов'янському напрямку — в районах н.п. Грушуваха, Долина, Моросівка, Пришиб, Чепіль, Дібрівного, Вірнопілля, Курульки, Богородичного; на Лиманському напрямку — неподалік Маяків, Донецького та Миколаївки; на Сєверодонецькому напрямку — в районах н.п. Метьолкіне, Лисичанськ, Борівське, Біла Гора та Устинівка; на Бахмутському напрямку — в районах н.п. Миколаївка, Білогорівка, Яковлівка та Покровське; на Авдіївському, Новопавлівському та Запорізькому напрямках — в районах н.п. Желанне, Орлівка, Опитне, Водяне, Новоданилівка, Щербаки, Малинівка та Темирівка; На Південнобузькому та Таврійському напрямках — в районах Олександрівки, Новогригорівки, Широкого, Квітневого, Правдине, Посад-Покровське, Благодатне та Первомайського; На Криворізькому напрямку — у райони н.п. Червоний Яр та Кобзарці.с. Велика Костромка на Дніпропетровщині.
19 червня

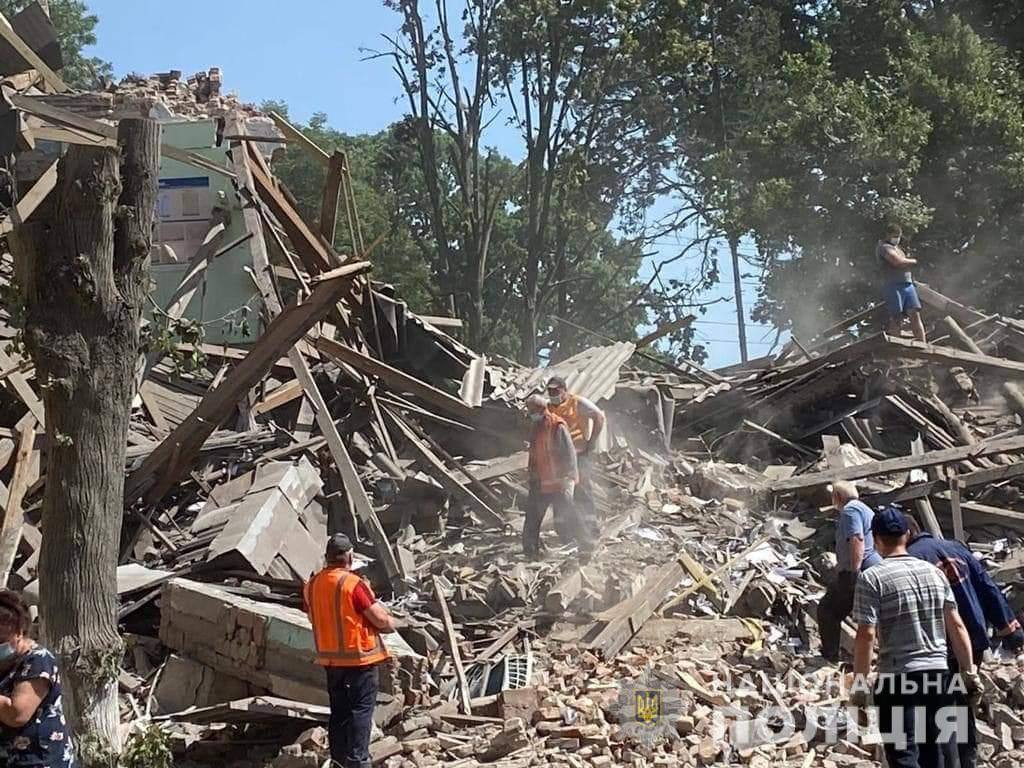
Ліцей залізничного транспорту в Люботині після обстрілу 19 червня

Бої в Сєвєродонецьку. Боєзіткнення в Берестовому на Бахмутському напрямку
Ракетні удари в районах н.п. Травневе, Доломітне, Зайцеве та Нью-Йорк на Бахмутському напрямку, Маяки на Лиманському напрямку
Авіаудари неподалік Яковлівки на Бахмутському напрямку, Шевченко та Вугледара, поблизу Білої Гори та Мирної Долини.на Донбасі.
Артилерійські обстріли на Харківському напрямку — в районах н.п. Козача Лопань, Малі Проходи, Дементіївка, Петрівка, Верхній Салтів, Рубіжне, Люботин та околиці міста Харкова; на Слов'янському напрямку — в районах н.п. Чепіль, Пришиб, Протопопівка, Велика Комишуваха, Дібрівне, Вірнопілля, Маяк, Курулька, Богородичне, Мазанівка, Краснопілля та Долина; на Сєвєродонецькому напрямку — райони н.п. Лисичанськ, Сиротине, Воронове, Борівське, Біла Гора, Устинівка, Мирна Долина, Тошківка; на Бахмутському напрямку — в районах н.п. Оріхове, Золоте-3, Миколаївка, Берестове, Білогорівка, Яковлівка, Покровське, Клинове, Зайцеве і Нью-Йорк; на Лиманському, Авдіївському, Курахівському, Новопавлівському та Запорізькому напрямках — в районах нп. Калинове, Очеретине, Бердичі, Желанне, Тоненьке, Сєверне, Орлівка, Семенівка, Веселе, Авдіївка, Нетайлове, Водяне, Опитне, Первомайське, Піски, Красногорівка, Мар'їнка, Новомихайлівка, Павлівка, Шевченко, Велика Новосілка, Времівка, Ольгівське, Зелене Поле, Новопіль, Темирівка, Полтавка, Малинівка, Червоне, Залізничне, Гуляйпільське, Новоданилівка, Оріхів та Кам'янське.на Південнобузькому напрямку — н.п. Лимани, Лупареве, Нова Зоря, Таврійське, Новогригорівка, Білоусове, Князівка, Тополине, Велика Костромка, Червоний Яр, Мурахівка, Калинівка, Зелений Гай, Квітневе, Поляна, Червона Долина, Широке, Благодатне, Зоря та Осокорівка; у Сумській області — Середина-Буда Шосткинського району, с. Велика Костромка на Дніпропетровщині.
З українських територій, тимчасово захоплених російськими військами, до РФ уже вивезли понад 307 000 дітей — начальник Національного центру управління обороною РФ. Всього депортовано до Росії 1 936 911 українців.
20 червня

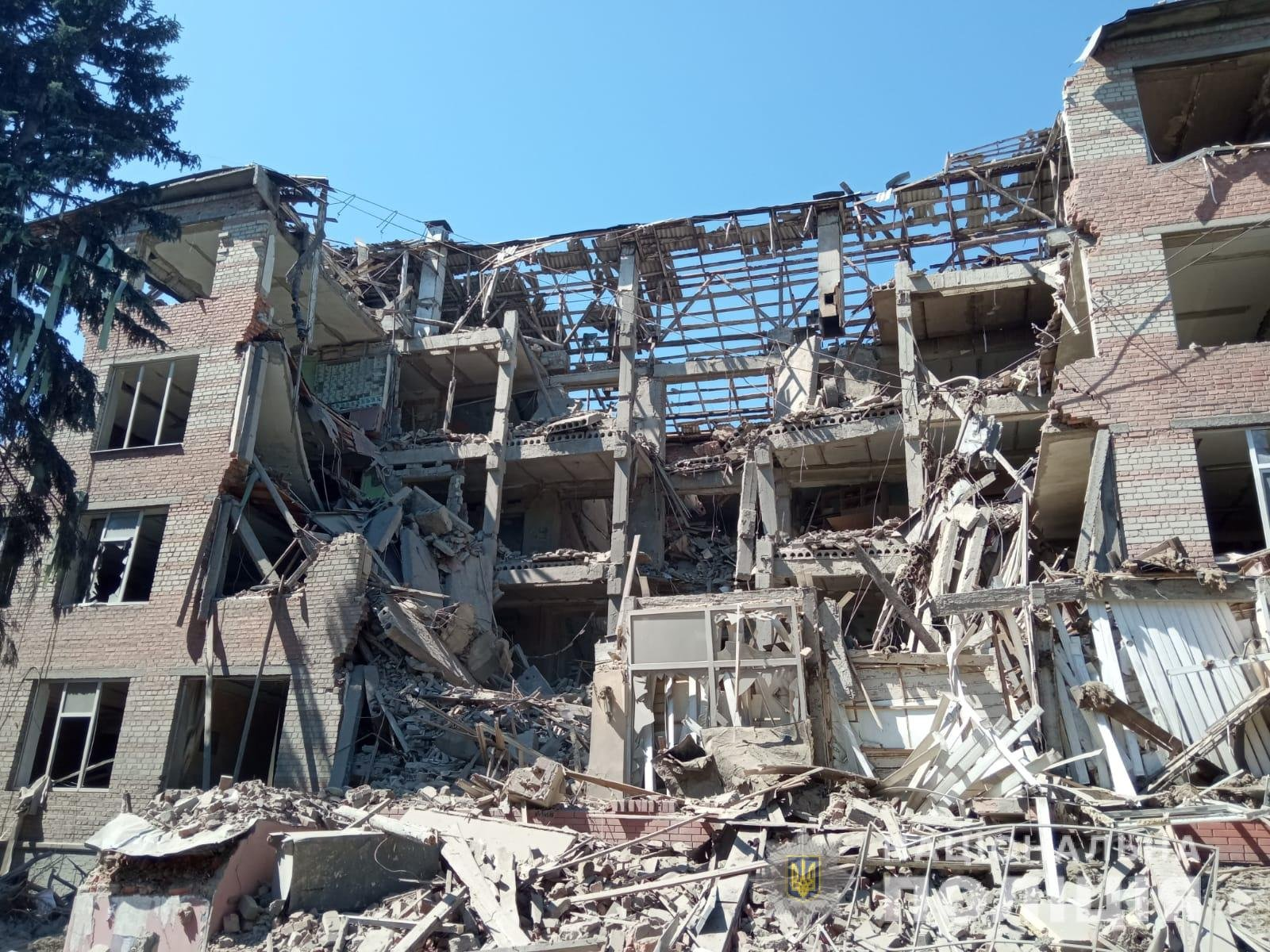
Житлово-комунальний коледж у Харкові після ракетного удару 20 червня

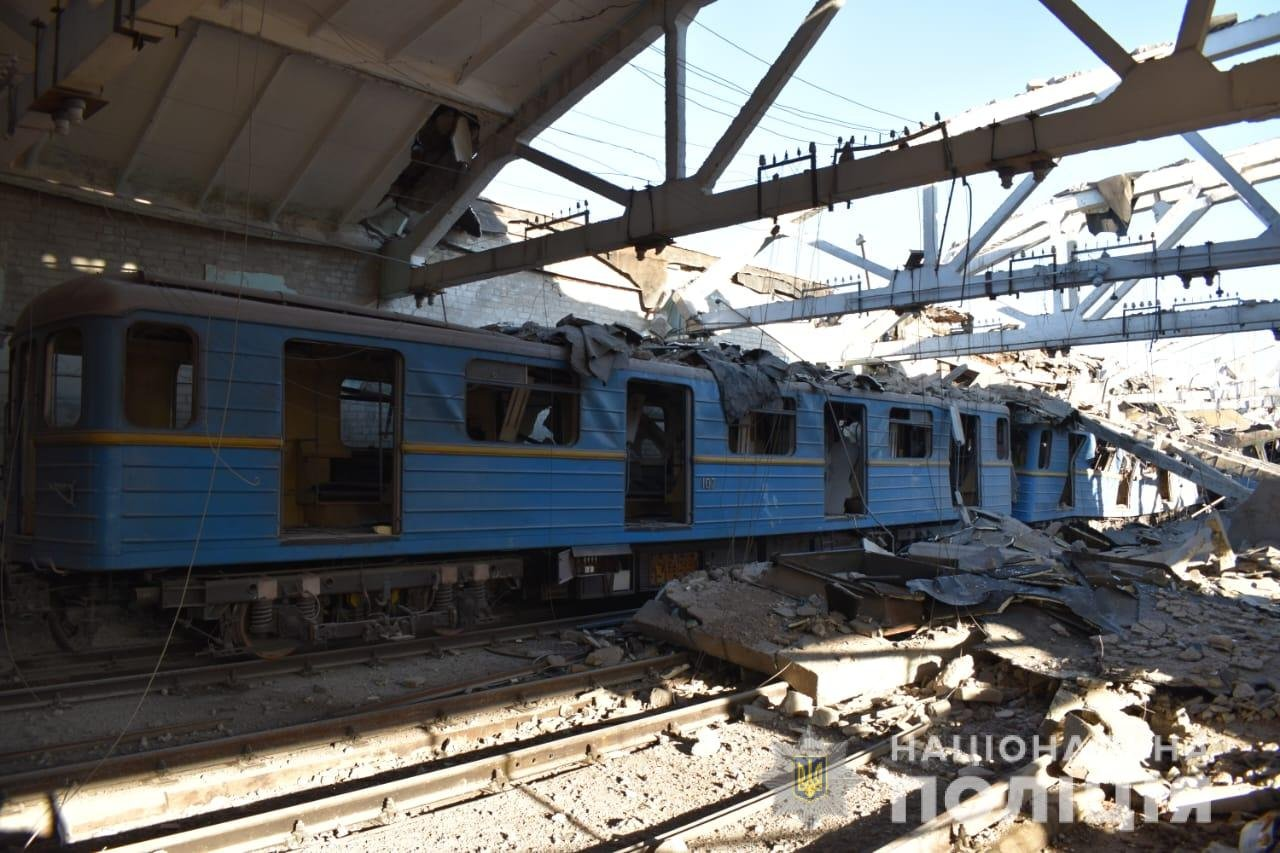
Депо Харківського метрополітену після ракетного удару 20 червня

ЗСУ нанесено повітряний удар по окупантам на о. Зміїний і захопленим вишкам у Чорному морі. У відповідь загарбники нанесли масований ракетний удар по Одеській (Одеса, Білгород-Дністровський, гирло Дунаю) і Миколаївській (Очаків) областям, а також по Харкову. ЗСУ втратили контроль над смт. Метьолкіно під Сєвєродонецьком. Ворожі ЗМІ повідомляють про оточення підрозділів ЗСУ в районі Гірського-Золотого на Луганщині. Пізніше (23.06) українська сторона заявить, що підрозділи ЗСУ вдалося відвести на північ.
Атаки росіян неподалік Богородичного та Долини на Слов'янському напрямку; бої в Сєвєродонецьку (де ЗСУ боронять промзону), а також поблизу н.п. Сиротине та Біла Гора, на Бахмутському напрямку — в районах н.п. Миколаївка, Вершина та Семигір'я, Мар'їнки під Донецьком.
Авіаудари по об'єктах цивільної інфраструктури неподалік Богородичного, Устинівки, Гірського та Лисичанська, в районі Нью-Йорка; Щербаків (Курахівський напрямок); в районі Очакова та Куцуруба на Миколаївщині
Обстріляно інфраструктуру в районах н.п. Дмитрівка, Чугуїв, Коробочкине, Стара Гнилиця та Базаліївка на Харківському напрямку; в районах н.п. Грушуваха, Вірнопілля, Адамівка та Мазанівка на Слов'янському напрямку; неподалік Покровського, Миколаївки та Білогорівки на Бахмутському напрямку; в районах н.п. Очеретине, Авдіївка, Кам'янка, Нетайлово, Микільське та Оріхове на Авдіївському напрямку; райони Мурахівки, Тополиного, Білої Криниці та Мар'їного на Південнобузькому напрямку, Зеленодільську громаду
СБУ викрила російську агентуру ФСБ, до якої входили завідувач відділу Секретаріату Кабміну і керівник однієї із дирекцій Торгово-промислової палати України.

## 21-30 червня
21 червня
Бої в Сєвєродонецьку. Спроби ворожих атак у напрямках Метьолкіне — Воронове та Метьолкіне — Сиротине, в напрямку Високого, на Бахмутському напрямку — по вісі Олександропілля — Комишуваха. Окупанти закріплюються в н.п. Устинівка, ведуть наступ у напрямку Білої Гори, мають частковий успіх, зокрема, втрачено Тошківку. На напрямку Тошківка — Підлісне ворог оволодів н.п. Підлісне та Мирна Долина, закріплюється на зайнятих рубежах. Також, має частковий успіх в районі н.п. Гірське. Підрозділи ЗСУ в районі Гірського-Золотого фактично опинилися в оперативному оточенні. Атака на Вуглегірську ТЕС та у напрямку Молодіжне — Катеринівка.
Авіаудар поблизу Дібрівного під Слов'янськом, поблизу Красногорівки під Донецьком, поблизу Білої Криниці на Херсонщині
Ворог обстріляв райони н.п. Середина-Буда, Миропілля, Юнаківка Сумської області та Грем'яч на Чернігівщині; райони поблизу Харкова, Перемоги, Верхнього Салтова, Старого Салтова, Чепіля, Рубіжного, Старої Гнилиці, Коробочкиного, Мосьпанового, Українки, Петрівки, Шевелівки, Базаліївки, Прудянки та Кутузівки на Харківщині; райони н.п. Богородичне, Велика Комишуваха, Грушуваха, Долина, Петрівське, Завгороднє, Протопопівка, Пришиб, Карнаухівка, Вірнопілля, Червоне, Нова Дмитрівка, Осинівка, Курулька, Іванівка, Адамівка, Довгеньке та Краснопілля на Слов'янському напрямку; райони н.п. Донецьке, Стародубівка, Миколаївка та Пришиб на Краматорському напрямку; райони неподалік Сєвєродонецька, Лисичанська, Воронового, Мирної Долини та Гірського; райони Берестового та Комишувахи а Бахмутському напрямку; на Авдіївському, Новопавлівському та Запорізькому напрямках — території поблизу Красногорівки, Гострого, Новоандріївки, Гуляйпільського, Андріївки, Новодонецького, Старої Українки, Гуляйполя та Новосілки; На Південнобузькому напрямку противник обстріляв райони н.п. Таврійське, Шевченкове, Киселівка, Квітневе, Зеленодольськ.
22 червня

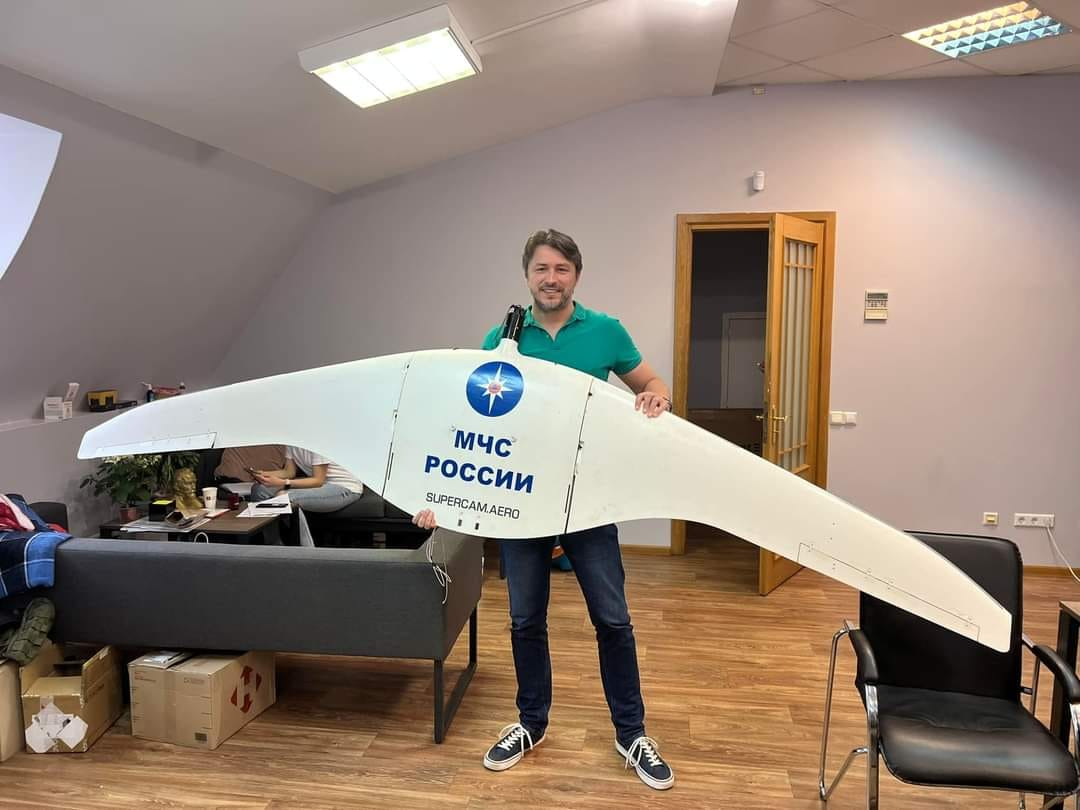
Захоплений українськими військовими безпілотник МНС Росії

Тривають бої в Сєвєродонецьку. На Сєверодонецькому напрямку противник оволодів н.п. Лоскутівка, Рай-Олександрівка, що означає часткове блокування (або захоплення) району Гірське-Золоте (українські. Веде штурмові дії з метою встановлення контролю над н.п. Сиротине. На Бахмутському напрямку окупанти ведуть наступальні дії у напрямках н.п. Золоте та Вовчоярівка. Намагаються оволодіти панівними висотами в районі Берестового з метою встановлення контролю над трасою Бахмут — Лисичанськ. Російська атака в районі Новобахмутівки.
Вражено НПЗ у російському Новошахтинську, попередньо — ударом з БПЛА.
Масований рашистський ракетний удар по Миколаєву.
Авіаудари у районах н.п. Верхньокам'янка, Сєвєродонецьк та Сиротине; на Бахмутському напрямку — в районах н.п. Берестове, Яковлівка, Клинове і Вершина і неподалік Часового Яру, Новолуганського та Гірського; поблизу Новобахмутівки, Кам'янки, Авдіївки, Павлівки, Вугледара та Шевченка.
Ворожі обстріли у Харківській (зокрема, Харків, Золочів, Чугуїв, Байрак, Перемога, Коробочкине, Шевелівка, Рубіжне, Леб'яже, Мосьпанове, Шестакове, Петрівка, Руська Лозова, Хрестище, Кулиничі, Уди, Старий Салтів, Верхній Салтів, Питомник, Ртищівка та Печеніги), Сумській області (Есманської, Білопільської та Новослобідську громад — н.п. Тур'я, Миропільське та Славгород), в районах н.п. Богородичне, Нова Дмитрівка, Новопавлівка, Курулька, Долина, Пришиб, Краснопілля, Вірнопілля, Рідне, Червоне, Шнурки, Червона Поляна, Карнаухівка, Велика Комишуваха, Нова Дмитрівка та Семиланне на Слов'янському напрямку; на Краматорському напрямку — в районах Пришиба, Сидорового, Донецького та Маяків; у. Дніпропетровської області (Апостолівської та Зеленодольської громад — с. Велика Костромка),
23 червня

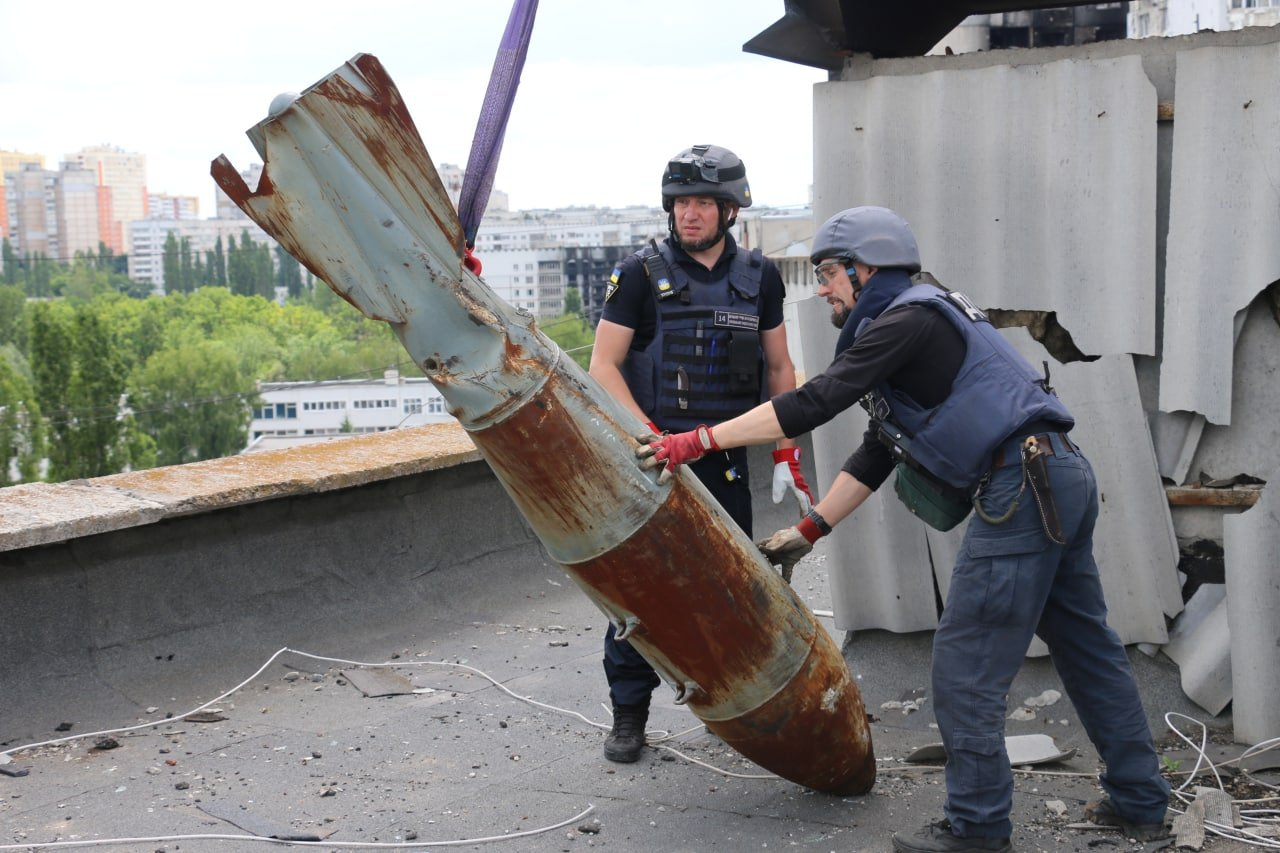
Вивезення російської авіабомби ФАБ-500, що пробила дах 9-поверхового будинку в Харкові

Відбито ворожий штурм поблизу Долини та Богородичного на Слов'янському напрямку. Противник закріплюється в районах Лоскутівки та Рай-Олександрівки. Бої в Сєвєродонецьку, на південній околиці Лисичанська, біля Борівського, Білої Гори, Рай-Олександрівки, Мирної Долини. На Бахмутському напрямку ворог оволодів Миколаївкою, атакував н.п. Вершина, в районі Клинового (Бахмутський напрямок), Шевченко, Времівки, Новосілки та Нескучного (Новопавлівський напрямок), атака на Мар'їнку під Донецьком.

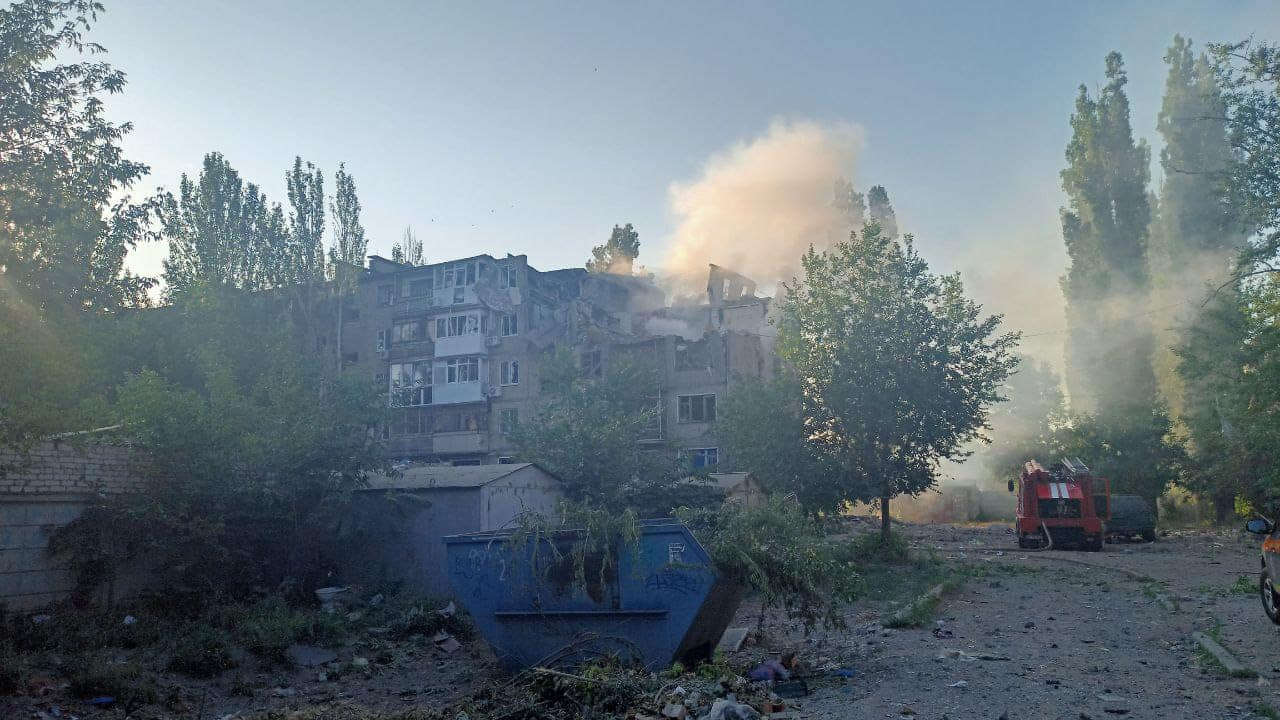
5-поверховий будинок у Миколаєві після ракетного удару

Ракетні удари по Миколаєву.
Авіаудари поблизу Лисичанська, Борівського, Клинового, Павлівки, Вугледара, Шевченко на Донбасі, Князівки та Білої Криниці на Херсонщині.
На Сіверському напрямку ворог обстріляв інфраструктуру в районах н.п. Старі Вирки, Атинське, Старикове, Товстодубове, Бачівськ, Глухів та Манухівка ; на Харківському напрямку — у районах н.п. Харків, Руська Лозова, Печеніги, Хрестище, Мосьпанове, Старий Салтів, Руські Тишки, Пришиб, Коробочкине, Печеніги, Дементіївка та Золочів; на Слов'янському напрямку — в районах Богородичного, Адамівки, Дібрівного, Курульки, Петрівського, Вірнопілля, Мазанівки, Краснопілля, Червоного, Рідного та Червоної Поляни; на Сєвєродонецькому напрямку — в районах н.п. Сиротине, Лисичанськ, Сєвєродонецьк, Воронове, Мирна Долина, Біла Гора, Вовчоярівка, Спірне та Берестове; на Бахмутському напрямку ворог — в районах н.п. Миколаївка, Берестове, Клинове, Торецьк, Новолуганське, Покровське, Луганське, Берестове та Кодема; на Новопавлівському напрямку — поблизу Павлівки, Вугледара, Пречистівки, Антонівки та Золота Нива; на Авдіївському, Курахівському та Запорізькому напрямках — в районах Авдіївки, Пісків, Опитного, Мар'їнки, Грушового, Новополя, Уманського, Веселого, Новобахмутівки, Гуляйпільського, Білогір'я та Староукраїнки; на Південнобузькому напрямку — в районах н.п. Добрянка, Миколаївка, Трудолюбівка, Апостолове.
Повідомляється про прибуття до України перших американських далекобійних РСЗВ HIMARS. США оголосили про виділення додаткового пакету військової допомоги Україні на суму 450 млн.дол.
Європарламент підтримав надання Україні та Молдові статусу кандидатів у ЄС та прийняв відповідну резолюцію, що було погоджено лідерами ЄС.
24 червня
Підрозділи ЗСУ залишили останній форпост у промзоні Сєвєродонецька (завод «Азот») і відійшли на захід. Бої на околицях міста розпочалися ще в 1-й половині березня, а в самому місті — з 25 травня.
На Слов'янському напрямку противник веде наступ в напрямках Довгеньке — Долина, Довгеньке — Мазанівка, Сулигівка — Вірнопілля та Дібрівне — Курулька, у напрямку Вовчоярівки, атакував Лисичанськ з півдня, атакував Метьолкіне, Сиротине та Воронове; в напрямку Миронівка — Вуглегірська ТЕС, атакував Мар'їнку. Ворог атакував напрямку Володимирівка — Покровське, Пилипчатине — Покровське і оволодів н.п. Миколаївка на Бахмутському напрямку, у напрямку Роти — Вершина ворог просунувся на 1 км. Ворог намагався взяти під контроль ділянку дороги Ясинувата — Костянтинівка: вів бій у напрямку Василівка — Кам'янка. На Південнобузькому напрямку ворог відступив до Ольгіного і вів наступ у напрямку Потьомкине — Високопілля.
Ракетні обстріли Харкова.
Авіаудар в районі Лисичанська; Дібровного, поблизу Яковлівки, Миколаївки і Покровського на Бахмутському напрямку, у районах н.п. Павлівка та Вугледар; Явірське (Харківська обл.)
Ворог здійснив обстріли в районі н.п. Бучки Чернігівської області та Бояро-Лежачі Сумської області; Руська Лозова, Старий Салтів, Чугуїв, Печеніги, Байрак, Харків та В'ялівського водосховища на Харківщині; на Сєвєродонецькому напрямку — в районах н.п. Лисичанськ, Сєвєродонецьк, Лоскутівка, Вовчоярівка та Спірне;на Слов'янському напрямку — в районах Нової Дмитрівки, Хрестища, Дібровного та Богородичного; на Бахмутському напрямку — райони н.п. Білогорівка, Яковлівка, Майорськ, Сіверськ; на Краматорському напрямку — у районах Райгородка і Стародубівки.
Обстріли Гречаноподівської та Широківської громад Дніпропетровщини.
25 червня
На Слов'янському напрямку ЗСУ зупинили спробу ворожого наступу в районі Богородичного та штурми в напрямку Довгенького та Мазанівки. На Бахмутському напрямку ЗСУ відбили всі наступальні дії ворога в напрямках н.п. Покровське, Нью-Йорк та Мар'їнка.
Після відведення підрозділів ЗСУ ворог закріплюється в районах н.п. Сєвєродонецьк, Сиротине, Воронове та Борівське.
В тимчасово окупованому Сватовому на Луганщині вибухнули склади боєприпасів.
Авіаудари в районі Павлівки та Білої Гори на Донбасі.
Нічна ракетна атака: ворог завдав ударів по околицях Житомира, Яворівському полігону, смт Десна; ввечері — удар по Сарнам (загинуло 4 особи).
Ворог обстріляв позиції ЗСУ у районах н.п. Хрінівка та Янжулівка Чернігівської області; на Харківському напрямку — в районах н.п. Уди, Харків, Базаліївка, Руські Тишки, Старий Салтів, Верхній Салтів, Кутузівка, Рубіжне, Дементіївка, Чепіль, Світличне, Коробочкіне, Іванівка, Шестакове та Печеніги; на Слов'янському напрямку — в районах н.п. Нова Дмитрівка, Хрестище, Дібрівне, Богородичне, Новопавлівка, Адамівка, Грушуваха, Вірнопілля, Краснопілля, Мазанівка, Веселе та Курулька; на Краматорському напрямку — у районах н.п. Маяки, Пискунівка та Сіверськ; на Лисичанському напрямку — райони н.п. Вовчоярівка, Лоскутівка, Біла Гора, Верхньокам'янка, Верхньокам'янське, Виїмка та Золотарівка; на Бахмутському напрямку — неподалік н.п. Костянтинівка, Покровське, Миколаївка, Вершина, Берестове, Зайцеве, Клинове, Нью-Йорк, Володимирівка та Івано-Дар'ївка; на Авдіївському, Курахівському, Новопавлівському та Запорізькому напрямках — в районах н.п. Керамік, Красногорівка, Сєверне, Водяне, Опитне, Уманське, Тоненьке, Карлівка, Новомихайлівка, Мар'їнка, Парасковіївка, Павлівка, Шевченко, Пречистівка, Золота Нива, Комар, Новосілка, Велика Новосілка, Володимірівка, Гуляйпільське, Білогір'я, Новопіль, Червоне, Зелене Поле, Гуляйполе та Малинівка.
26 червня
Ворог атакував поблизу Дементіївки на Харківщині, в районах Долини, Курульки та Мазанівки на Слов'янському напрямку; противник намагається блокувати Лисичанськ з південного напрямку, бої в районах Вовчоярівки і Верхньокам'янки. Бої в районі н.п. Павлівка на Бахмутському напрямку. Ворожий наступ в районах н.п. Берестове, Вершина та Мар'їнка зупинено. На півночі Бериславського району ворог намагався відновити контроль над населеним пунктом Потьомкине.

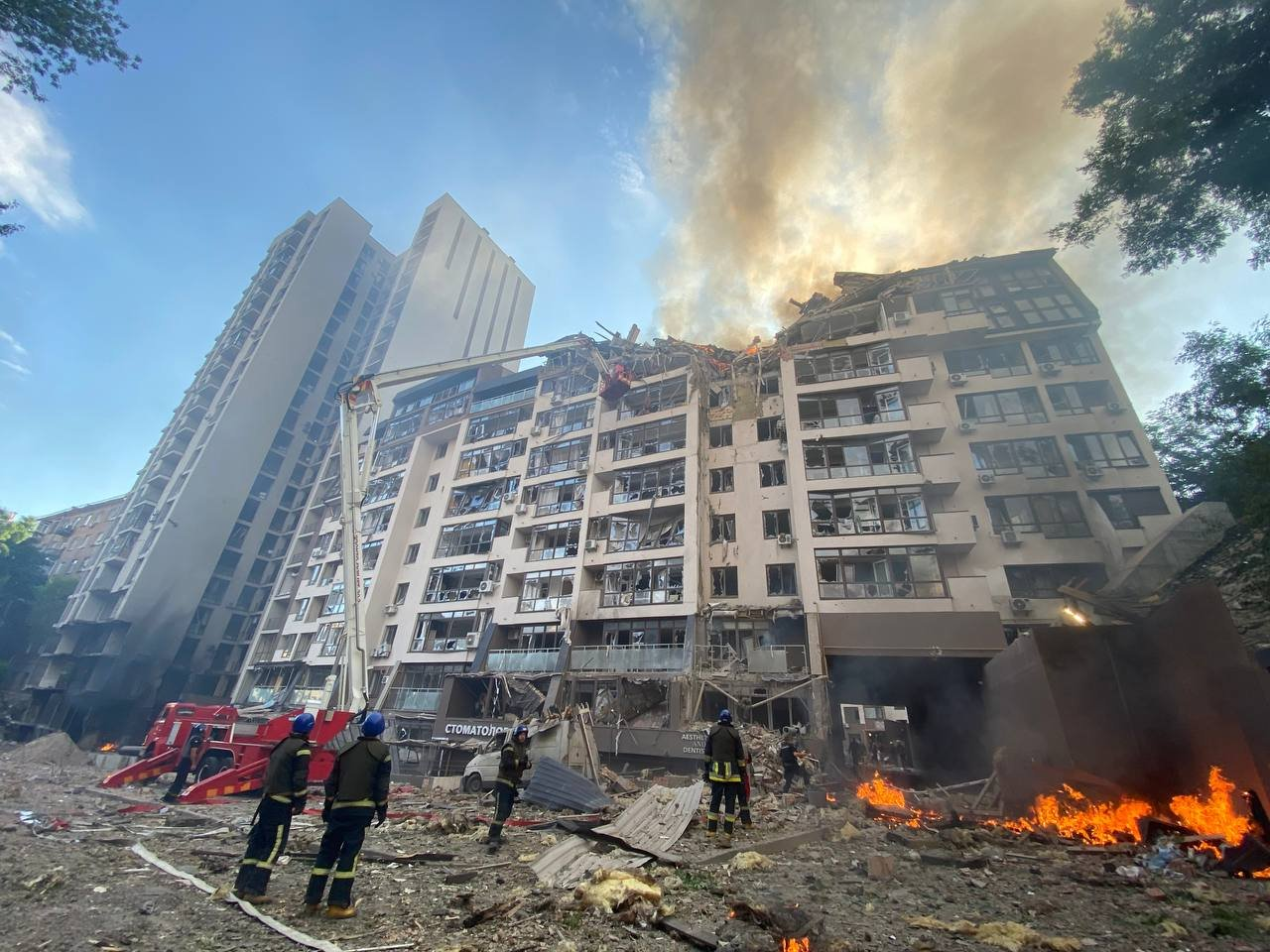
9-поверховий житловий будинок у Києві після обстрілу 26 червня

Ракетні удари по Києву (з 14 ракет збито 10), Черкасам, Миколаєву.
Росіяни нанесли авіаудари неподалік Явірського, Дементіївки і Замулівки на Харківщині, Вовчоярівки під Лисичанськом, біля Покровського на Бахмутському напрямку, по Авдіївці, по н.п. Славгород Сумської області
Обстріляно інфраструктуру неподалік Хрінівки та Янжулівки на Сіверському напрямку; на Харківському напрямку — райони н.п. Руські Тишки, Чепіль, Чугуїв, Золочів, Мосьпанове, Барвінкове, Харків, Шевелівка, Піщане, Шестакове, Замулівка та Руська Лозова; на Слов'янському напрямку — райони н.п. Нова Дмитрівка, Дібрівне, Вірнопілля, Велика Комишуваха, Долина, Богородичне, Адамівка, Хрестище, Грушуваха, Світличне, Курулька та Рідне; на Донецькому напрямку — в районах Лисичанська, Верхньокам'янки, Вовчоярівки та Лоскутівки; на Краматорському напрямку — райони н.п. Маяки та Райгородка; на Бахмутському напрямку — поблизу Миколаївки, Берестового, Покровського, Кодеми, Нью-Йорка, Спірного, Білогорівки, Клинового та Зайцевого; на Авдіївському, Курахівському та Запорізькому напрямках — в районах н.п. Водяне, Піски, Мар'їнка, Пречистівка, Гуляйпільське, Білогір'я, Красногорівка, Веселе, Вугледар, Шевченко та Павлівка; на Південнобузькому напрямку — в районах Осокорівки, Трудолюбівки, Добрянки, Ганнівки, Зорі, Благодатного, Луча, Великої Костромки, Потьомкиного, Князівки, Партизанського, Квітневого, Степової Долини.
Росія надасть своєму союзнику Білорусі ракетні комплекси «Іскандер-М», що, як підкреслив президент РФ Володимир Путін, придатні також для ударів ядерними боєголовками.
У німецьких Альпах розпочався 3-денний саміт «Великої сімки».
27 червня

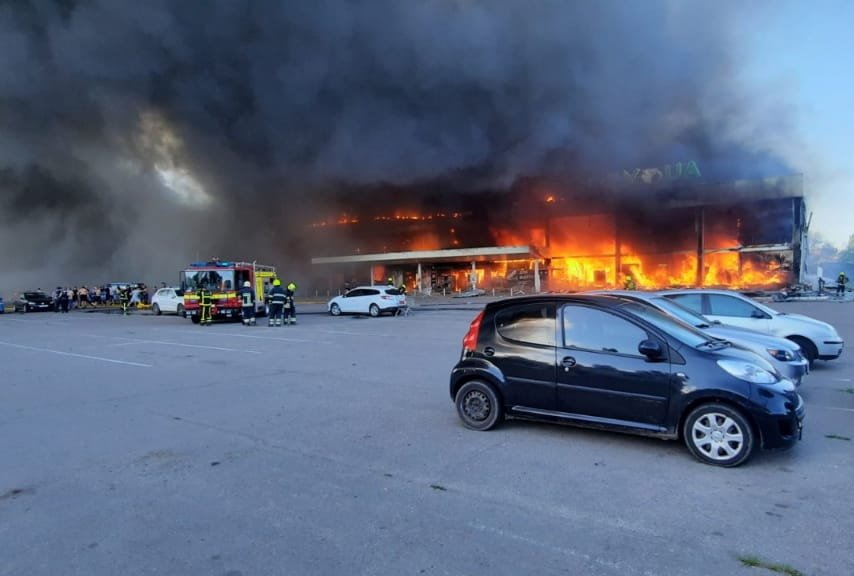
Торговельний центр у Кременчуці після ракетного удару 27 червня

На Харківському напрямку ворог намагався вести штурмові дії в районі н.п. Дементіївка, Довгалівка та Залиман; Довгеньке-Мазанівка та Довгеньке — Долина (на Слов'янському напрямку), в напрямку Вовчоярівка — Верхньокам'янка, Миколаївка — Спірне та Вовчоярівка — південна околиця Лисичанського НПЗ (на Лисичанському напрямку), Мідна Руда — Клинове, Роти — Вершина та Миронівка — Вуглегірська ТЕС (на Бахмутському напрямку), Петрівське — Шевченко на Донбасі. ЗСУ Наші відбито штурм у напрямку Єгорівка — Павлівка під Вугледаром.
Ракетні удари по Одещині (с. Маяки), по Слов'янську, Кременчуку (торговельний центр). Всього з 24.02.2022 російські війська випустили по Україні близько 2 800 крилатих ракет.
Авіаудар в районі Красногорівки (Донецька обл.), Явірського (Харківська обл.), Миколаївки та Яковлівки (на Лисичанському напрямку), Кам'янки, Авдіївки та Шевченко на Авдіївському напрямі.
Ворожі обстріли обстріли поблизу Покровки, Старикового, Порозок та Верхньої Пожні Сумської області; на Харківському напрямку — в районах н.п. Харків, Руська Лозова, Старий Салтів, Перемога, Чепіль та Мілова.; на Лисичанському напрямку — в районах н.п. Лисичанськ, Верхньокам'янка та Соледар, на Бахмутському напрямку — в районах н.п. Берестове, Клинове, Бахмут, Вершина, Травневе, Костянтинівка, Білогорівка, Виїмка, Покровське і Соледара; на Краматорському напрямку — районів н.п. Маяки та Тетянівка на Авдіївському, Курахівському, Новопавлівському та Запорізькому напрямках — райони н.п. Піски, Авдіївка, Катеринівка, Червоне, Малинівка, Водяне, Авдіївка, Катеринівка, Комар, Щербаки, Зелений Гай та Новоданилівка.
Генпрокуратура: число дітей, вбитих росіянами — 339; кількість поранених дітей — понад 614.
Р. Ахметов подав до ЄСПЛ позов проти Росії за грубі порушення його прав власності під час неспровокованої воєнної агресії.
Агентство Bloomberg повідомляє, що в росії через несплату 27 травня близько 100 мільйонів прострочених платежів за держоблігаціями вперше з 1918 року стався дефолт із суверенних боргових зобов'язань в іноземній валюті.
Лідери Великої сімки під час саміту висловили всебічну підтримку Україні і впровадили низку заходів, спрямованих на протидію росії.
28 червня
Відбито російські атаки поблизу Дементіївки, Довгалівки та Залимана на Харківському напрямі, Долина та Мазанівка на Слов'янському напрямку (де ворог основні зусилля зосереджує на веденні штурмових дій з метою виходу на рубіж Богородичне — Краснопілля), Спірного на Лисичанському напрямку (де ворог продовжує наступ у напрямку Вовчоярівка — Верхньокам'янка). На Бахмутському напрямку веде наступ у напрямках Мідна Руда — Клинове. Має частковий успіх, закріплюється у північній частині Клинового та в районі Вуглегірської ТЕС. Російські джерела повідомляють про поступовий відхід ЗСУ з Лисичанська під загрозою оточення.
Ракетні удари по Миколаєву, Дніпру.
Росіяни нанесли авіаудари біля с. Явірське (Харківський напрям), Шумів (Бахмутський напрям), Авдіївки, а також поблизу Потьомкиного, Великого Артакового та Олександрівки (Південнобузький напрям).
Окупантами обстріляно райони н.п. Тур'я, Краснопілля, Хмелівка і Попівка на Сумщині та села Гірськ Чернігівської області; на Харківському напрямку- райони н.п. Харків, Золочів, Слатине, Верхній Салтів, Печеніги, Коробочкине, Рубіжне, Перемога, Явірське, Руська Лозова, Циркуни, Чепіль, Іванівка, Руські Тишки, Черкаські Тишки, Петрівка, Вітрівка, Світличне та Уди; на Слов'янському напрямку — райони н.п. Адамівка, Краснопілля, Долина, Дібровне, Барвінкове, Мазанівка, Богородичне, Грушуваха, Курулька та Велика Комишуваха; на Краматорському напрямку — райони Маяків, Слов'янська, Званівки, Серебрянки, Переїзного і Золотарівки; на Лисичанському напрямку — райони Лисичанська та Вовчоярівки; на Бахмутському напрямку — райони Берестового, Білогорівки, Бахмута, Клинового, Вершини, Новолуганського, Травневого та Зайцевого; на Авдіївському, Курахівському, Новопавлівському та Запорізькому напрямках — райони н.п. Кам'янка, Авдіївка, Водяне, Мар'їнка, Новомихайлівка, Вугледар, Шевченко, Времівка, Зелене Поле, Полтавка, Гірке, Староукраїнка, Залізничне, Оріхів, Кам'янське; на Південнобузькому напрямку — райони н.п. Очаків, Осокорівка, Велика Костромка, Трудолюбівка, Широке, Кобзарці, Любомирівка, Благодатне, Кульбакіне, Шевченкове, Посад-Покровське та Степова Долина.
У Мадриді розпочався саміт НАТО.
29 червня
Атака на Спірне (Бахмутський напрям), в районі Дементіївки (Харківщина). ЗСУ зупинили наступ в районах населених пунктів Клинове і Новолуганське, а також відбили штурм у напрямку Вуглегірської ТЕС, Павлівки. ударна авіація Повітряних сил ЗСУ здійснила до 20 групових авіаударів по позиціях російських окупаційних військ на різних напрямках.
Ракетні удари по Миколаєву (7 загиблих), Дніпру.
Авіаудари по н.п. Угроїди (Сумська обл.), Гусарівка (на Слов'янському напрямку), Лисичанському НПЗ та поблизу Вовчоярівки, біля Оріхова та Щербаків, Прудянки та Верхнього Салтова на Харківщині; на Південнобузькому напрямку — в районах Князівки, Потьомкиного і Березнегуватого.
Ворогом обстріляно інфраструктуру в районах н.п. Тур'я та Лугівка Сумської області; на Харківському напрямку — райони н.п. Харків, Базаліївка, Пришиб, Шестакове, Руська Лозова, Верхній Салтів, Іванівка, Замулівка, Питомник, Українка, Перемога, Дементіївка, Прудянка, Золочів, Малинівка, Коробочкине та Рубіжне; на Слов'янському напрямку — в районах н.п. Долина, Богородичне, Микільське, Грушуваха, Довгеньке, Мазанівки, Дібрівного та Краснопілля; На Донецькому напрямку — в районах н.п. Лисичанськ, Верхньокам'янка, Сіверськ; на Краматорському напрямку — район Тетянівки; на Бахмутському напрямку — поблизу Клинового, Роздолівки, Виїмки, Івано-Дар'ївки, Берестового, Покровського і Званівки; на Авдіївському, Курахівському, Новопавлівському та Запорізькому напрямках — в районах н.п. Авдіївка, Веселе, Павлівка, Білогір'я, Інженерне, Ольгівське, Преображенка, Гуляйпільське, Водяного, Мар'їнки, Вугледара, Полтавки, Новоукраїнського, Новосілки та Оріхова, на Дніпропетровщині — Зеленодільськ і Велику Костромку.
Проведено найбільший обмін полоненими у форматі 144х144, зокрема, визволено 95 захисників «Азовсталі».
На саміті НАТО в Мадриді надано запрошення до альянсу Фінляндії та Швеції, а також головним противником визначено Росію.
30 червня
Під ударами української артилерії російські загарбники, втративши техніку, втекли з острова Зміїний біля дельти Дунаю. Також повідомлено, що ЗСУ взяли під контроль село Потьомкине на Херсонщині
Спроба ворожих штурмових дій у напрямку Кочубеївка — Дементіївка на Харківщині, у Богородичному та у напрямку Довгеньке — Мазанівка під Ізюмом. Бої на Лисичанському НПЗ, в районі Тополівки, у Вовчоярівці і Малорязанцевому, у напрямку Лоскутівка — Лисичанський желатиновий завод; на Бахмутському напрямку — в напрямах Миколаївка — Спірне, Володимирівка — Покровське, Доломітне — Вуглегірська ТЕС. Під Маріуполем підірвався російський десантний катер.
Ракетні удари по Харкову, околицях Авдіївки
Авіаудари неподалік Прудянки і Одноробівки (Харківщина). на Краматорському напрямку в районі н.п. Тетянівка; в районі Соледару
Ворогом обстріляно райони н.п. Грем'яч, Михальчина Слобода, Колос Чернігівської області; Старикове і Атинське Сумської області, н.п. Питомник, Дементіївка, Іванівка, Рубіжне, Явірське, Петрівка, Руські Тишки, Базаліївка, Перемога, Верхній Салтів, Норцівка, Чепіль, Дмитрівка, Барвінкове, Мосьпанове, Велика Бабка, Сороківка, Пришиб. та Кутузівка на Харківщині; в районах н.п. Богородичне, Краснопілля, Курулька, Вірнопілля, Червона Поляна, Долина, Мазанівка, Дібрівне, Грушуваха, Адамівка, Гусарівка та Іванівка на Слов'янському напрямку; Лисичанськ, Сіверськ, Білогорівка та Вовчоярівка; райони Білогорівки, Покровського, Клинового, Новолуганського, Берестового, Яковлівки, Відродження, Майорська та Вугледарської ТЕС. на Бахмутському напрямку; на Південнобузькому напрямку — Миколаїв, райони н.п. Трудолюбівка, Князівка, Веселий Кут, Червоний Яр, Кобзарці, Любомирівка, Посад-Покровське, Лупареве, Потьомкине, Березнегувате, Партизанське, Киселівка, Шевченкове, Таврійське; Зеленодольськ і Велику Костромку на Дніпропетровщині.
Україна розриває дипвідносини із Сирією через визнання нею Л/ДНР. Президент США Джо Байден анонсував новий пакет допомоги Україні на суму 800 мільйонів доларів, а Велика Британія — на 1 млрд фунтів стерлінгів.

## Підсумки червня 2022
Вуличні бої в Сєвєродонецьку, внаслідок яких ЗСУ, з метою запобігання оточенню, 24 червня залишили місто (промзону). Перед цим ЗСУ залишили укріплені позиції в районі Гірського-Золотого на Луганщині (московські ЗМІ стверджували, що тут в оточення потрапили близько 2000 захисників України). Таким чином, Лисичанськ опинився у напівоточенні. Ворожі атаки зосереджені на східних ділянках фронту — в Луганській і на півночі Донецької областей, зокрема, в напрямках на північ і захід від Попасної. На цих ділянках, а також на півночі Харківської області, росіяни частково потіснили ЗСУ, підступили до південних околиць Лисичанська. Натомість повідомляється про певні успіхи ЗСУ на правобережній Херсонщині. 30 червня під ударами артилерії ЗСУ окупанти залишили о. Зміїний.
ВМС ЗСУ вразили черговий корабель ЧФ РФ — буксир російських окупантів «Василій Бех» із ЗРК «Тор» на борту, який віз окупантів і зброю на о. Зміїний (17.06). ЗСУ нанесено повітряний удар по окупантам на о. Зміїний і захопленим вишкам у Чорному морі (20.06). Також з далекобійної артилерії ЗСУ почали нищити військові склади окупантів в ОРДЛО, зокрема, у Донецьку; 21.06 вражено НПЗ у російському Новошахтинську.
Окрім прифронтових міст (зокрема, Бахмута, Лисичанська, Слов'янська, Краматорська, Миколаєва, Харкова), повітряних ударів зазнали Львівщина (01.06), Одеська область, Київ (Дарниця, 05.06 Лук'янівка 26.06), Лозова (06.06), Новоград-Волинський (09.06), Чортків (11.06), Прилуки (13.06), Кременчук (НПЗ 18.06, ТЦ 27.06), Губиниха (НПЗ, 18.06), Сарни (25.06), Дніпро (28.06, 29.06)
Від артилерійських і мінометних обстрілів найбільше страждали села і міста на півночі Донбаса, на півночі Харківщини, на правобережній Херсонщині, на Миколаївщині, на південному заході Дніпропетровської області, у прикордонних районах Сумщини і Чернігівщини.
Почалися обміни тілами загиблих.
Проведено найбільший обмін полоненими у форматі 144х144, зокрема, визволено 95 захисників «Азовсталі» (29.06)
Європарламент рекомендував надати Україні статусу кандидата на вступ до ЄС (08.06/23.06). Київ відвідали лідери Німеччини, Франції, Італії (16.06) і Великої Британії (17.06). На саміті НАТО 29.06. схвалено рішення про прийом до альянсу Фінляндії і Швеції, а росію визначено головним противником блоку.
В росії вперше з 1918 року стався дефолт із суверенних боргових зобов'язань в іноземній валюті (27.06).
Про подальші події див. Хронологія російського вторгнення в Україну (липень 2022)